# Énergie en Nouvelle-Zélande
Le secteur de l'énergie en Nouvelle-Zélande présente plusieurs caractéristiques originales :
- l'Île du Sud dispose, grâce à sa pluviosité exceptionnelle, de ressources hydroélectriques abondantes : l'hydroélectricité assurait 55,5 % de la production électrique de la Nouvelle-Zélande en 2021 ;
- l'Île du Nord, dotée d'un volcanisme très actif, a des ressources géothermiques importantes : la géothermie assurait 19,2 % de la production électrique en 2021 ; la Nouvelle-Zélande était en 2020 le 5e producteur mondial d'électricité géothermique avec 8,7 % du total mondial ;
- l'abondance de ressources, hydroélectriques en particulier, a attiré l'industrie de l'aluminium, dont les procédés électrolytiques sont très consommateurs d'électricité : l'industrie des métaux de base consomme 16 % de l'électricité produite dans le pays.

La Nouvelle-Zélande produit du pétrole, du gaz naturel et du charbon ; ces productions sont en déclin, sauf celle de charbon, du fait de l'épuisement des gisements ; elle importe du pétrole (85 % de sa consommation intérieure) et du charbon (8,5 % de sa consommation) et consomme la totalité de sa production de gaz naturel.
Sa production d'électricité, qui représente 24,8 % de la consommation finale d'énergie, est tirée en 2021 à 85,2 % des énergies renouvelables (hydraulique : 55,5 % ; géothermie : 19,2 % ; éolien : 6,0 % ; biomasse : 4,0 % ; solaire photovoltaïque : 0,5 %).
La consommation d'énergie primaire par habitant était en 2022 supérieure de 114 % à la moyenne mondiale et de 25 % à celle de la France, à cause de la présence d'usines d'aluminium.
Du fait de cette forte consommation et malgré ses ressources renouvelables, la Nouvelle-Zélande a des émissions de CO2 par habitant supérieures de 29 % à la moyenne mondiale en 2022, mais inférieures de 29 % à la moyenne de l'OCDE ; 67 % de ces émissions proviennent des consommations de pétrole.

## Vue d'ensemble
| Principaux indicateurs de l'énergie en Nouvelle-Zélande                                                                                        | Principaux indicateurs de l'énergie en Nouvelle-Zélande | Principaux indicateurs de l'énergie en Nouvelle-Zélande | Principaux indicateurs de l'énergie en Nouvelle-Zélande | Principaux indicateurs de l'énergie en Nouvelle-Zélande | Principaux indicateurs de l'énergie en Nouvelle-Zélande | Principaux indicateurs de l'énergie en Nouvelle-Zélande |
| --- | ------------------------------------------------------- | ------------------------------------------------------- | ------------------------------------------------------- | ------------------------------------------------------- | ------------------------------------------------------- | ------------------------------------------------------- |
| | Population                                              | Consom. énergie primaire                                | Production                                              | Importation nette                                       | Consom. élect.*                                         | Émissions GHG**                                         |
| Année | Millions                                                | PJ                                                      | PJ                                                      | PJ                                                      | TWh                                                     | Mt CO2éq                                                |
| 1990 | 3,37                                                    | 536,1                                                   | 481,4                                                   | 88,6                                                    | 30,21                                                   | 22,2                                                    |
| 2000 | 3,86                                                    | 708,4                                                   | 590,4                                                   | 141,0                                                   | 36,34                                                   | 29,4                                                    |
| 2010 | 4,35                                                    | 747,7                                                   | 684,4                                                   | 165,7                                                   | 41,90                                                   | 31,0                                                    |
| 2011 | 4,38                                                    | 746,5                                                   | 653,9                                                   | 144,5                                                   | 41,63                                                   | 30,2                                                    |
| 2012 | 4,41                                                    | 788,2                                                   | 654,5                                                   | 158,0                                                   | 41,62                                                   | 32,0                                                    |
| 2013 | 4,44                                                    | 797,7                                                   | 661,8                                                   | 196,2                                                   | 40,88                                                   | 31,7                                                    |
| 2014 | 4,52                                                    | 837,9                                                   | 687,0                                                   | 191,8                                                   | 41,14                                                   | 31,8                                                    |
| 2015 | 4,61                                                    | 847,4                                                   | 674,6                                                   | 205,1                                                   | 41,79                                                   | 32,0                                                    |
| 2016 | 4,71                                                    | 838,1                                                   | 657,3                                                   | 244,2                                                   | 41,21                                                   | 31,1                                                    |
| 2017 | 4,81                                                    | 838,2                                                   | 645,6                                                   | 246,1                                                   | 41,70                                                   | 32,9                                                    |
| 2018 | 4,90                                                    | 824,4                                                   | 629,8                                                   | 269,8                                                   | 41,75                                                   | 32,4                                                    |
| 2019 | 4,98                                                    | 859,3                                                   | 642,4                                                   | 271,1                                                   | 42,15                                                   | 33,8                                                    |
| 2020 | 5,09                                                    | 823,6                                                   | 616,6                                                   | 243,4                                                   | 41,59                                                   | 31,1                                                    |
| 2021 | 5,11                                                    | 857,5                                                   | 594,3                                                   | 259,1                                                   | 40,78                                                   | 31,5                                                    |
| variation 1990-2021 | +52 %                                                   | +60 %                                                   | +23 %                                                   | +192 %                                                  | +35 %                                                   | +42 %                                                   |
| * consommation brute d'électricité = production+importations-exportations-pertes en ligne ** émissions de gaz à effet de serre par combustion. |                                                         |                                                         |                                                         |                                                         |                                                         |                                                         |

## Production d'énergie primaire
| Source                                                   | 1990   | %    | 2000   | %    | 2010   | %    | 2020   | %    | 2021   | % 2021 | var. 2021/1990 |
| Charbon                                                  | 59,59  | 12,4 | 86,78  | 14,7 | 130,24 | 19,0 | 69,64  | 11,3 | 71,55  | 12,0 % | +20 %          |
| Pétrole                                                  | 82,29  | 17,1 | 81,39  | 13,8 | 114,94 | 16,8 | 49,08  | 8,0  | 42,99  | 7,2 %  | -48 %          |
| Gaz naturel                                              | 162,11 | 33,7 | 211,69 | 35,9 | 161,41 | 23,6 | 162,98 | 26,4 | 141,77 | 23,9 % | -13 %          |
| Total fossiles                                           | 303,99 | 63,2 | 379,87 | 64,3 | 406,59 | 59,4 | 281,71 | 45,7 | 256,31 | 43,1 % | -16 %          |
| Hydraulique                                              | 83,46  | 17,3 | 87,96  | 14,9 | 89,01  | 13,0 | 87,36  | 14,2 | 87,19  | 14,7 % | +4 %           |
| Biomasse-déchets                                         | 29,58  | 6,1  | 38,32  | 6,5  | 42,09  | 6,1  | 36,41  | 5,9  | 38,26  | 6,4 %  | +29 %          |
| Géothermie, éolien, solaire                              | 64,34  | 13,4 | 84,30  | 14,3 | 146,70 | 21,4 | 211,10 | 34,2 | 212,5  | 35,8 % | +230 %         |
| Total EnR                                                | 177,38 | 36,8 | 210,57 | 35,7 | 277,79 | 40,6 | 334,86 | 54,3 | 337,96 | 56,9 % | +91 %          |
| Total                                                    | 481,37 | 100  | 590,44 | 100  | 684,37 | 100  | 616,57 | 100  | 594,27 | 100 %  | +23 %          |
| Source des données : Agence internationale de l'énergie. |        |      |        |      |        |      |        |      |        |        |                |

### Charbon

Consommation de charbon de la Nouvelle-Zélande, 1878-2009

Les réserves sont estimées à plus de 15 milliards de tonnes, dont 80 % sont des lignites (île du Sud). La production de charbon a été en 2017 de 2,9 Mt (millions de tonnes), en hausse de 2 % par rapport à 2016 mais inférieure de moitié au pic de 5,7 Mt atteint en 2006. La production provient de 16 mines, toutes à ciel ouvert, la dernière mine souterraine ayant fermé en 2017. Les exploitations se répartissent en trois zones géologiques : la région de Waikato) dans l'île du Nord où les gisements d'Awaroa et de Rotowaro produisent du charbon sub-bitumineux destiné à la production de chaleur et d'électricité ; la région de West Coast dans l'île du Sud : charbon bitumineux du gisement de Buller, exporté pour la métallurgie ; le reste de l'île du Sud produit des charbons sub-bitumineux ou du lignite, utilisés pour des usages thermiques dans l'industrie du lait ou de la viande et pour le chauffage de logements. Sur la production 2017 de 72,9 PJ (pétajoules), 36,7 PJ ont été exportés, et 10,3 PJ importés ; la consommation intérieure de charbon pour la production d'électricité a progressé de 17 % à 5,7 PJ, celle des centrales de cogénération de 7 % à 7,9 PJ, et la consommation finale de 3 % à 24 PJ, dont 20 PJ pour l'industrie. L'année 2017 a été marquée par l'achèvement de la dissolution (entamée en 2015) de l'entreprise publique Solid Energy, dont les mines ont été vendues à des compagnies privées. La sécheresse de l'été a porté la production de la centrale d'Huntly à un record de 18 mois.
En 2021, la Nouvelle-Zélande a importé 42,8 PJ de charbon et en a exporté 35,4 PJ ; le solde importateur net de 7,4 PJ représente 8,5 % de la consommation nationale. En 2020, les centrales électriques ont consommé 25 % de l'approvisionnement net, les centrales à cycle combiné 11 % et l'industrie 33 %.

### Pétrole et gaz naturel

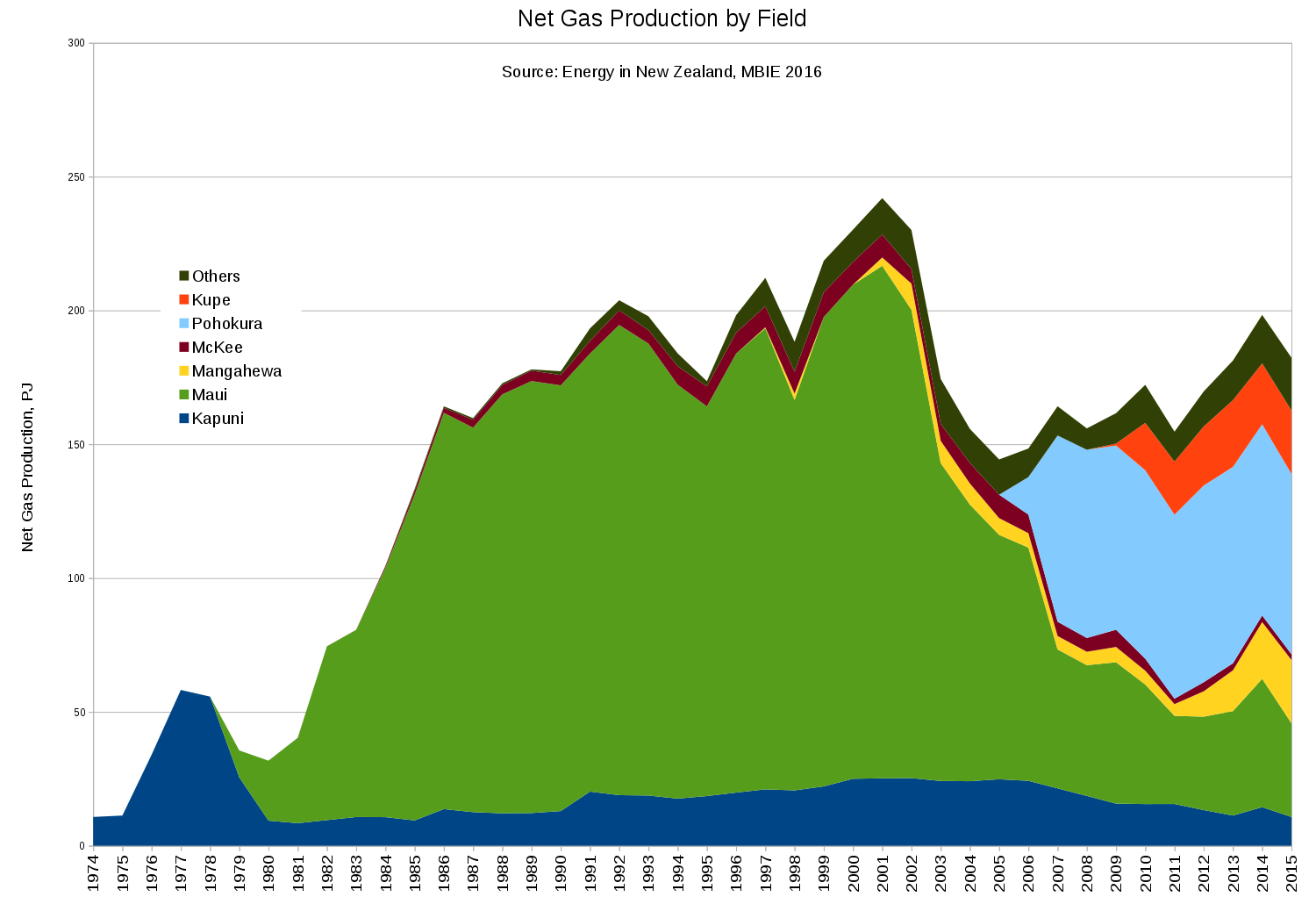
Production de gaz naturel en Nouvelle-Zélande par champ gazier (en PJ).

En 2021, les importations nettes de pétrole brut et produits pétroliers ont représenté 85 % de la consommation intérieure ; le gaz naturel produit par le pays est consommé sur place en totalité.
Le puits Alpha, foré en 1865 près de Mikotahi à New Plymouth, fut le premier puits de pétrole du Commonwealth et l'un des premiers au monde. Une industrie pétrolière se développa à Moturoa, dans la banlieue de New Plymouth, avec des raffineries, dont la dernière ferma en 1972 ; le champ continue à produire un peu de pétrole.
La Nouvelle-Zélande produit du pétrole et du gaz naturel sous 24 licences ou permis d'exploitation, tous dans le bassin de Taranaki ; les principaux champs sont Maui, Pohokura, Maari et Kupe. 52 permis d'exploration sont en cours, en particulier dans le Great South Basin à l'extrémité sud de l'île du Sud et des zones offshore près de Canterbury et Gisborne.
Les réserves de pétrole sont en voie d'épuisement : les réserves restantes fin 2017 sont estimées à 71 Mbl (millions de barils) ; pour le gaz naturel, les réserves restantes sont estimées à 1 726 Gm3 (milliards de mètres cubes), pour l'essentiel dans les champs de Pohokura (28,6 %), Mangahewa (21,7 %), Turangi (16,7 %) et Kupe (13,8 %).
La production de pétrole décline d'année en année depuis 2008 (58 600 barils par jour, soit 128 PJ) ; en 2017, elle a encore baissé de 11 % à 11,3 Mbl. Les exportations de brut ont reculé de 6 % à 10,3 Mbl ; la production de pétrole néo-zélandaise est généralement exportée, surtout en Australie, car sa qualité élevée lui confère un prix attractif sur les marchés internationaux ; la raffinerie de Marsden Point utilise surtout du pétrole importé.
Les importations de pétrole brut ont atteint 41,7 Mbl en 2017 (59 % du Moyen-Orient, 36 % de Singapour et Malaisie, 3 % de Russie).
La production de gaz a reculé de 2 % en 2017 à 188,8 PJ.
La consommation de gaz naturel est surtout consacrée à l'industrie : 32,4 % en 2017, à la production d'électricité : 31,3 % (46,2 PJ plus cogénération : 13,5 PJ) ; 27,9 % vont aux usages non énergétiques (chimie) ; la consommation des ménages n'est que de 3,5 % et celle des services de 4,1 %.
La Nouvelle-Zélande a une raffinerie de pétrole : Marsden Point (96 000 barils par jour), à Whangarei, et un stockage souterrain de gaz à Ahuroa dans la région de Taranaki.

### Énergies renouvelables
En 2017, la Nouvelle-Zélande se classait au 4e rang pour la part des énergies renouvelables dans l'approvisionnement en énergie primaire parmi les pays de l'OCDE, derrière l'Islande, la Norvège et la Suède, avec 369 PJ, soit 39,6 % ; l'hydraulique et la géothermie sont les deux principaux contributeurs ; 81,9 % de l'électricité du pays est produite à partir d'énergies renouvelables (84,8 % en 2016, année de forte hydraulicité).

#### Géothermie

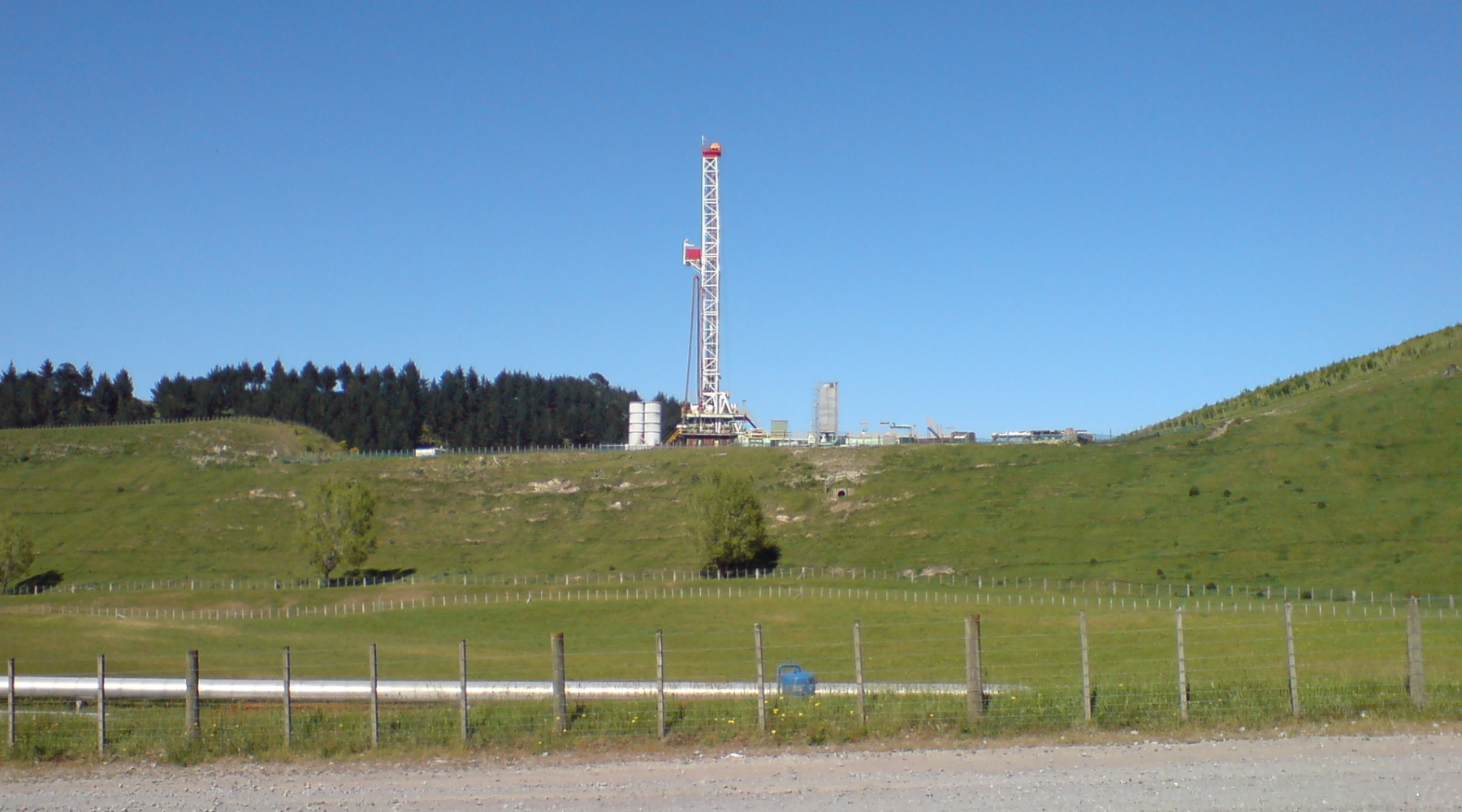
Forage géothermique près du Lac Taupo, 2007.

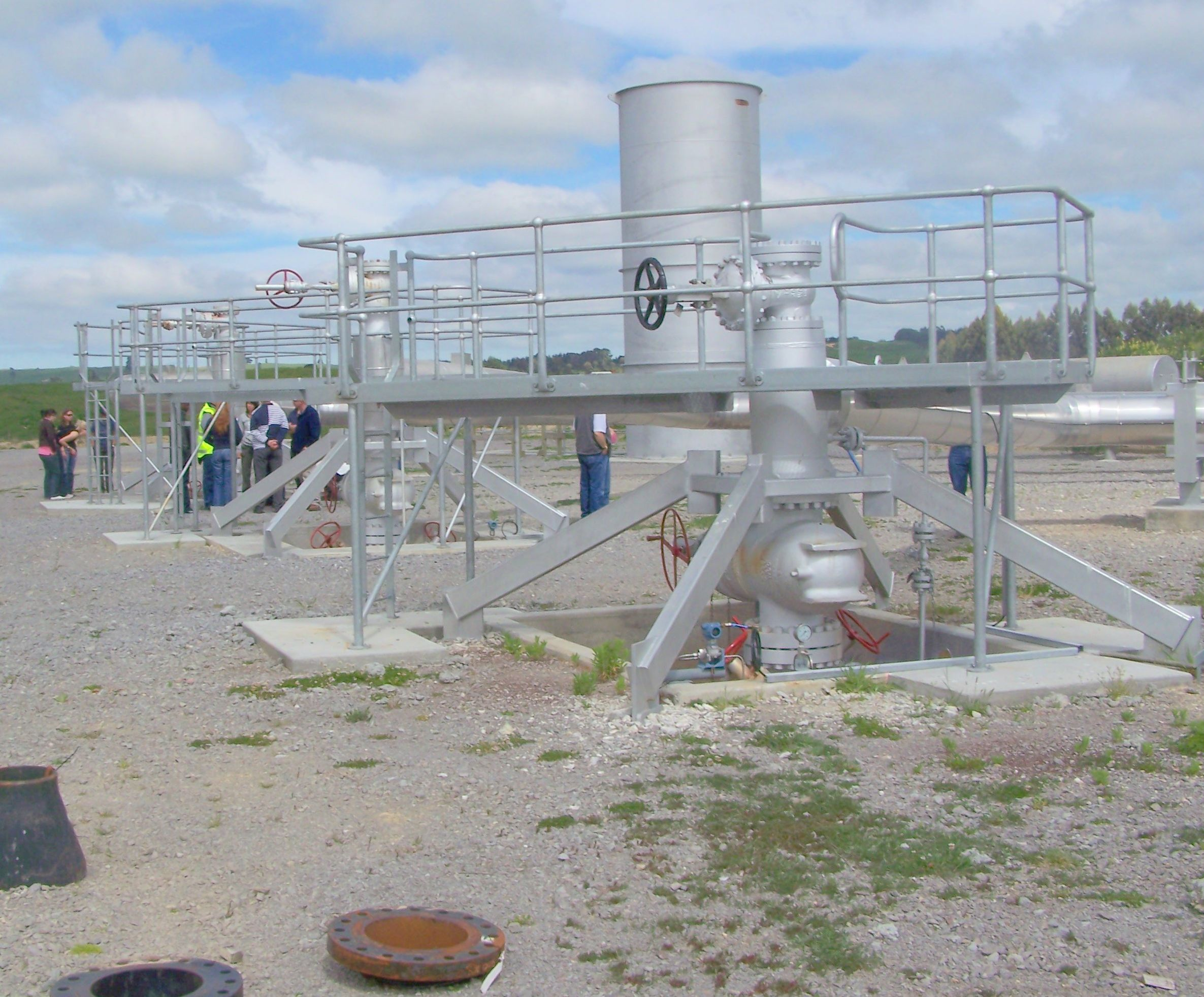
Têtes de puits géothermiques à Te Mihi, Nouvelle-Zélande, 2009.

Sur les 129 zones géothermiques identifiées en Nouvelle-Zélande, 14 sont dans la plage 70-140 °C, 7 dans la plage 140-220 °C et 15 dans la plage >220 °C. La zone volcanique de Taupo s'étend de White Island dans la Baie de l'Abondance vers le sud-ouest jusqu'au Mont Ruapehu. Les champs géothermiques sont associés avec un volcanisme rhyolitique jeune et actif. L'intrusion de magma dans la croûte  étirée et fracturée de la zone a produit des températures de 350 °C au minimum à moins de 5 km de profondeur, ce qui fournit une énorme source de chaleur à partir de laquelle des systèmes géothermiques se sont développés et maintenus sur des périodes de centaines de milliers d'années. Au total, 29 zones géothermiques ont été identifiées, bien que seules environ la moitié ont un potentiel d'utilisation de la ressource. Les utilisations sont diverses : bains thermaux, vapeur pour séchage de papier ou de bois et pour de nombreux process industriels, et surtout pour la production d'électricité.
Sur les 201,84 PJ d'énergie primaire produites par la géothermie, 194,19 PJ (96,2 %) ont été transformés en électricité et 7,65 PJ (3,8 %) ont été consommés sous forme de chaleur, essentiellement par l'industrie : 4,51 PJ (2,2 %) et les services : 2,25 PJ (1,1 %).
En 2017, l'utilisation directe de l'énergie géothermique est estimée à 8,2 PJ, dont 58 % pour des applications industrielles, 30 % dans le secteur commercial et le reste dans les secteurs résidentiel et agricole ; quelques exemples d'applications : séchage du bois, élevage de crustacés, horticulture, séchage du lait, chauffage de locaux.

#### Autres renouvelables
Le bois est utilisé dans l'industrie papetière pour produire de la chaleur et de l'électricité par cogénération (49 PJ) ; son utilisation pour le chauffage de logements est estimée à 8,7 PJ.
La production de biogaz atteint 3,7 PJ en 2017.
La production d'agrocarburants est retombée en 2017 à 0,1 PJ, après avoir culminé à 0,28 PJ en 2013 ; le bioéthanol néo-zélandais est produit par fermentation du petit lait, sous-produit de la fabrication du fromage, et le biodiesel à partir de suif et de colza.

## Consommation d'énergie primaire
L'Energy Institute estime la consommation d'énergie primaire de la Nouvelle-Zélande en 2022 à 0,84 EJ, en baisse de 1 % en 2022 et de 2 % depuis 2012 ; elle représente 0,1 % de la consommation mondiale. Elle se répartit en 57 % de combustibles fossiles (pétrole : 36 %, gaz naturel : 15 %, charbon : 6 %) et 43 % d'énergies renouvelables, dont 30 % d'hydroélectricité. La consommation d'énergie primaire par habitant s'élève à 161,8 GJ, en recul de 2 % en 2022 et de 17 % par rapport à 2012, supérieure de 114 % à la moyenne mondiale : 75,7 GJ, de 25 % à celle de la France : 129,8 GJ, mais inférieure de 29 % à celle de l'Australie : 228,5 GJ.
| Source                                                  | 1990   | %    | 2000   | %    | 2010   | %    | 2020   | %    | 2021   | % 2021 | var. 2021/1990 |
| Charbon                                                 | 49,60  | 9,3  | 46,31  | 6,5  | 54,05  | 7,2  | 66,00  | 8,0  | 87,79  | 10,2 % | +77 %          |
| Pétrole                                                 | 146,98 | 27,4 | 238,97 | 33,7 | 258,89 | 34,6 | 257,30 | 31,2 | 290,01 | 33,8 % | +97 %          |
| Gaz naturel                                             | 162,13 | 30,2 | 211,80 | 29,9 | 156,10 | 20,9 | 162,47 | 19,7 | 138,09 | 16,1 % | -15 %          |
| Total fossiles                                          | 358,71 | 66,9 | 497,08 | 70,2 | 469,04 | 62,7 | 485,77 | 59,0 | 515,90 | 60,2 % | +44 %          |
| Hydraulique                                             | 83,46  | 15,6 | 87,96  | 12,4 | 89,01  | 11,9 | 87,36  | 10,6 | 87,19  | 10,2 % | +4 %           |
| Géothermie, éolien                                      | 64,34  | 12,0 | 84,30  | 11,9 | 146,70 | 19,6 | 211,10 | 25,6 | 212,50 | 24,8 % | +230 %         |
| Biomasse-déchets                                        | 29,62  | 5,5  | 39,02  | 5,5  | 42,93  | 5,7  | 39,42  | 4,8  | 41,9   | 4,9 %  | +42 %          |
| Total EnR                                               | 177,42 | 33,1 | 211,27 | 29,8 | 278,63 | 37,3 | 337,88 | 41,0 | 341,62 | 39,8 % | +93 %          |
| Total                                                   | 536,13 | 100  | 708,35 | 100  | 747,68 | 100  | 823,65 | 100  | 857,52 | 100 %  | +60 %          |
| Source des données : Agence internationale de l'énergie |        |      |        |      |        |      |        |      |        |        |                |

En 2017, la consommation d'énergie primaire en Nouvelle-Zélande s'est accrue de 2,6 % à 931,8 PJ et s'est répartie en :
- énergies renouvelables : 369,1 PJ (39,6 %) ; cette part place le pays au 3e rang parmi les pays de l'OCDE après l'Islande et la Norvège ; 20 % proviennent de la géothermie ;
- pétrole : 312,5 PJ (33,5 %) ;
- gaz naturel : 197,6 PJ (21,2 %) ;
- charbon : 51,4 PJ (5,5 %).

## Consommation finale d'énergie
La consommation finale d'énergie (après raffinage, transformation en électricité, transport, etc) a évolué comme suit :
| Source                                                   | 1990   | %    | 2000   | %    | 2010   | %    | 2020   | % 2020 | var. 2020/1990 |
| Charbon                                                  | 28,25  | 7,1  | 20,95  | 4,0  | 25,24  | 4,8  | 24,37  | 4,3 %  | -14 %          |
| Produits pétroliers                                      | 168,55 | 42,6 | 222,16 | 42,4 | 247,02 | 46,8 | 257,24 | 45,7 % | +53 %          |
| Gaz naturel                                              | 75,29  | 19,0 | 126,12 | 24,1 | 74,42  | 14,1 | 108,72 | 19,3 % | +44 %          |
| Géothermie, solaire th.                                  | 7,77   | 2,0  | 8,50   | 1,6  | 9,47   | 1,8  | 8,13   | 1,4 %  | +5 %           |
| Biomasse-déchets                                         | 13,39  | 3,4  | 23,45  | 4,5  | 28,05  | 5,3  | 25,07  | 4,5 %  | +87 %          |
| Électricité                                              | 102,64 | 25,9 | 123,05 | 23,5 | 144,10 | 27,3 | 139,60 | 24,8 % | +36 %          |
| Total                                                    | 395,90 | 100  | 524,22 | 100  | 528,31 | 100  | 563,13 | 100 %  | +42 %          |
| Source des données : Agence internationale de l'énergie. |        |      |        |      |        |      |        |        |                |

La consommation finale d'énergie se répartit en 2020 en 28,6 % pour l'industrie, 34,3 % pour les transports, 11,7 % pour le secteur résidentiel, 9,4 % pour le tertiaire, 5,4 % pour l'agriculture, 0,4 % pour la pêche et 9,7 % pour les usages non énergétiques (chimie). De 1990 à 2020, la part de l'industrie et celle du secteur résidentiel ont reculé et celles des transports, de l'agriculture et des usages non énergétiques ont progressé.

## Secteur de l'électricité
La production électrique de la Nouvelle-Zélande, qui appartenait à l'État comme dans la plupart des pays, a été constituée en sociétés, déréglementée et en partie vendue au cours des deux dernières décennies du XXe siècle, selon un modèle typique dans le monde occidental. Cependant, une grande partie de la production et du commerce de détail ainsi que le secteur du transport restent la propriété de l'État sous forme d'entreprises d'État.
Le quatrième gouvernement travailliste (1984-1990) a transformé en 1987 la Division de l'électricité (Electricity Division) en une entreprise d'État, la Société d'électricité de la Nouvelle-Zélande (Electricity Corporation of New Zealand - ECNZ), ou Electricorp. Le quatrième gouvernement conservateur (1990-1999) est allé plus loin avec la Loi sur les sociétés d'énergie de 1992, enjoignant aux EPB (electric power boards - coopératives locales d'électricité) et les MED (municipal electricity departments - régies municipales d'électricité) de se transformer en entreprises commerciales chargées de la distribution et de la vente au détail.
En 1994, la branche transport de ECNZ a été séparée sous le nom de Transpower. En 1996, ECNZ a été divisée à nouveau, une nouvelle entreprise de production en étant détachée : Contact Energy, qui a été privatisée en 1999. À partir du 1er avril 1999, le reste de ECNZ a été démantelé, ses actifs majeurs étant répartis en trois nouvelles entreprises publiques (Mighty River Power, Genesis Energy et Meridian Energy) et les actifs mineurs ont été vendus. Dans le même temps, les compagnies d'électricité locales ont été enjointes de séparer la distribution et la vente au détail, la vente au détail étant vendue, principalement à des sociétés de production.
Contact Energy est l'un des deux grands groupes énergétiques néo-zélandais, après Meridian Energy : production d'électricité, négoce de gaz, vente au détail d'électricité et de gaz ; sont principal actionnaire est l'australien Origin Energy. Trust Power a deux actionnaires principaux (néozélandais) : Infratil et le Tauranga Energy Consumer Trust.
Le gouvernement a annoncé en mars 2014 la vente de 49 % du capital de Genesis Energy.

### Production d'électricité
En 2022, selon l'Energy Institute, la Nouvelle-Zélande a produit 44,7 TWh d'électricité, soit 0,2 % de la production mondiale. Cette production a progressé de 1 % par rapport à 2012. La part de l'éolien dans la production d'électricité est de 6,5 %, celle du solaire de 0,7 % et celle de la biomasse et de la géothermie de 21 %.
| Source                                                   | 1990  | %    | 2000  | %    | 2010  | %    | 2020  | %    | 2021  | % 2021 | var. 2021/1990 |
| Charbon                                                  | 0,66  | 2,1  | 1,55  | 3,9  | 2,06  | 4,6  | 2,31  | 5,2  | 3,28  | 7,5 %  | +394 %         |
| Gaz naturel                                              | 5,71  | 17,7 | 9,57  | 24,4 | 9,92  | 22,1 | 6,35  | 14,3 | 3,11  | 7,1 %  | -46 %          |
| Sous-total fossiles                                      | 6,38  | 19,8 | 11,12 | 28,3 | 11,98 | 26,7 | 8,68  | 19,5 | 6,45  | 14,8 % | +1 %           |
| Hydraulique                                              | 23,18 | 71,9 | 24,43 | 62,3 | 24,72 | 55,1 | 24,27 | 54,5 | 24,22 | 55,5 % | +4 %           |
| Géothermie                                               | 2,13  | 6,6  | 2,92  | 7,4  | 5,88  | 13,1 | 8,30  | 18,6 | 8,37  | 19,2 % | +292 %         |
| Biomasse                                                 | 0,50  | 1,5  | 0,59  | 1,5  | 0,60  | 1,3  | 0,78  | 1,8  | 1,73  | 4,0 %  | +246 %         |
| Éolien                                                   | 0     |      | 0,12  | 0,3  | 1,63  | 3,6  | 2,31  | 5,2  | 2,64  | 6,0 %  | ns             |
| Solaire PV                                               | 0     |      | 0     |      | 0     |      | 0,16  | 0,4  | 0,2   | 0,5 %  | ns             |
| Autres                                                   | 0,07  | 0,2  | 0,07  | 0,2  | 0,06  | 0,1  | 0,04  | 0,1  | 0,06  | 0,1 %  | -19 %          |
| Sous-total EnR                                           | 25,88 | 80,2 | 28,13 | 71,7 | 32,89 | 73,3 | 35,86 | 80,5 | 37,22 | 85,2 % | +44 %          |
| Total                                                    | 32,26 | 100  | 39,25 | 100  | 44,88 | 100  | 44,54 | 100  | 43,67 | 100 %  | +35 %          |
| Source des données : Agence internationale de l'énergie. |       |      |       |      |       |      |       |      |       |        |                |

La production nette d'électricité a progressé de 0,2 % en 2017, à 154,5 PJ (42,9 TWh), dont 82 % provenaient de sources renouvelables (85 % en 2016) : la production hydroélectrique a reculé de 2,9 % à 89,76 PJ (58,1 %) ; la production géothermique a augmenté de 0,5 % à 26,89 PJ (17,4 %) ; l'éolien a produit 7,63 PJ (4,9 %), en recul de 7,2 % ; ce recul des énergies renouvelables a entrainé une forte progression des énergies fossiles : gaz +22,3 % à 23,73 PJ (15,4 %) et charbon +15,7 % à 4,08 PJ (2,6 %).
La puissance installée des centrales néo-zélandaises atteignait 9 237 MW fin 2017, répartie en centrales :
- de cogénération : 394 MW (dont 159 MW au gaz et 235 MW multi-combustibles, biomasse, charbon, géothermie) ;
- hydroélectriques : 5 381 MW ;
- géothermiques : 933 MW ;
- à biogaz : 33 MW ;
- éoliennes : 689 MW ;
- diesel : 180 MW ;
- charbon/gaz : 500 MW ;
- gaz : 1 127 MW.

#### Centrales thermiques classiques

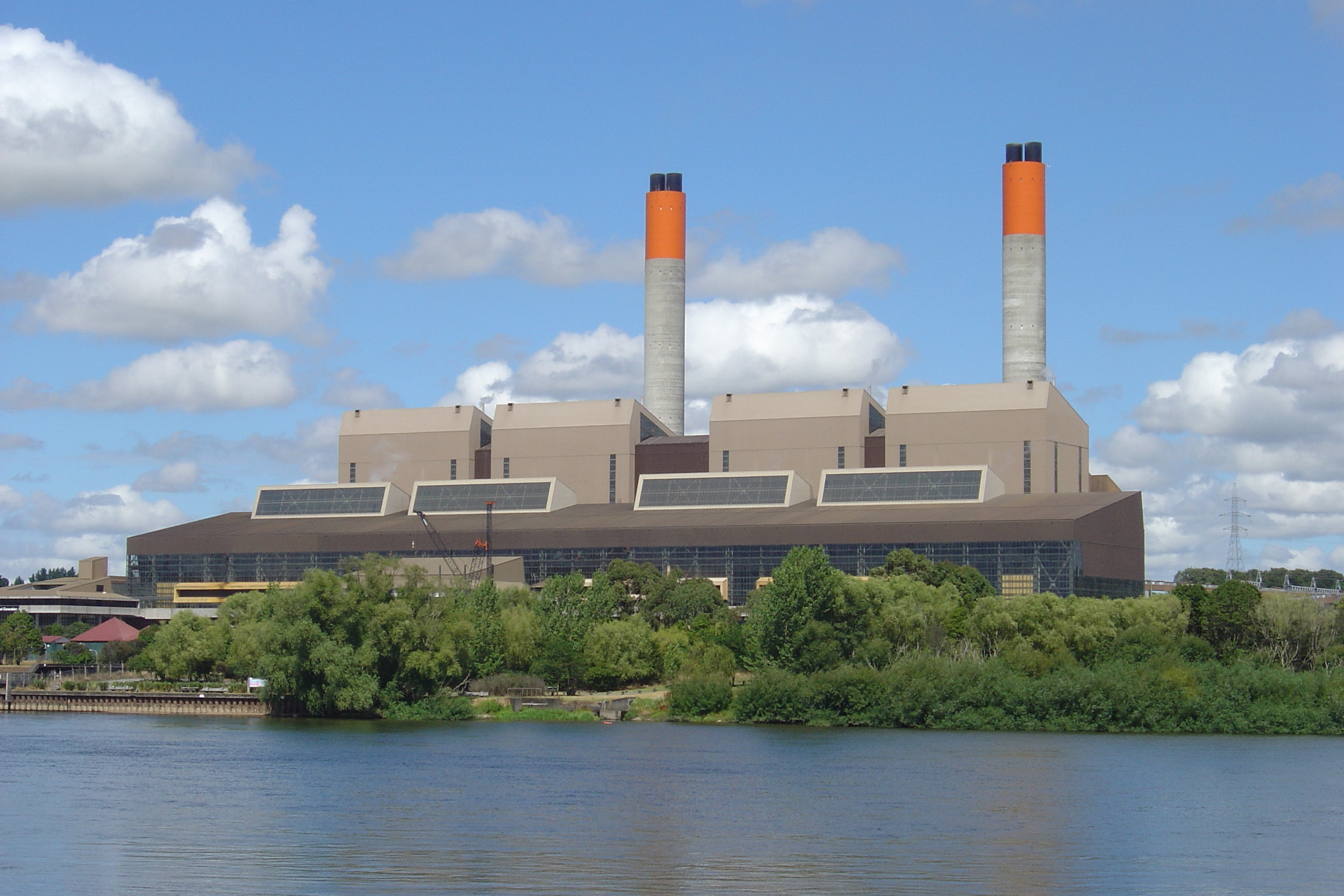
Centrale d'Huntly (1448 MW, charbon + gaz), 2005

En 2017, les centrales thermiques classiques ont assuré 18 % de la production d'électricité, en forte hausse du fait de mauvaises conditions météorologiques (sécheresse et manque de vent) :
- gaz : 23,73 PJ, soit 15,4 % ;
- charbon : 4,08 PJ, soit 2,6 %[z 13].

Les centrales au gaz représentent 31,3 % de la consommation de gaz naturel en 2017 : 46,2 PJ plus 13,5 PJ de cogénération ; les centrales concernées sont l'unité 5 à cycle combiné de la Centrale d'Huntly (Genesis Energy) et les centrales de Contact Energy : Otahuhu B, Taranaki cycle combiné et Stratford.

#### Centrales nucléaires
Le projet de centrale nucléaire d'Oyster Point, sur le port de Kaipara près de Kaukapakapa au nord d'Auckland, développé de 1968 à 1976, prévoyait la construction de quatre réacteurs de 250 MW. En 1978, ce projet fut abandonné du fait de la découverte du gisement de gaz de Maui. Depuis 1976, l'idée d'une centrale nucléaire, particulièrement dans la région d'Auckland, est réapparue de temps à autre, mais il n'existe pas de projet précis.

#### Énergies renouvelables
En 2017, la part des énergies renouvelables dans la production d'électricité en Nouvelle-Zélande atteignait 81,9 %, contre 84,8 % en 2016, année de forte hydraulicité ; cette part plaçait la Nouvelle-Zélande au 3e rang des pays de l'OCDE en 2017, derrière l'Islande et la Norvège. La contribution principale provient de l'hydroélectricité : 58,1 % en 2017, suivie par la géothermie : 17,4 %, l'éolien : 4,9 %, le bois : 0,7 %, le biogaz : 0,6 % et le solaire : 0,17 %.

##### Hydroélectricité

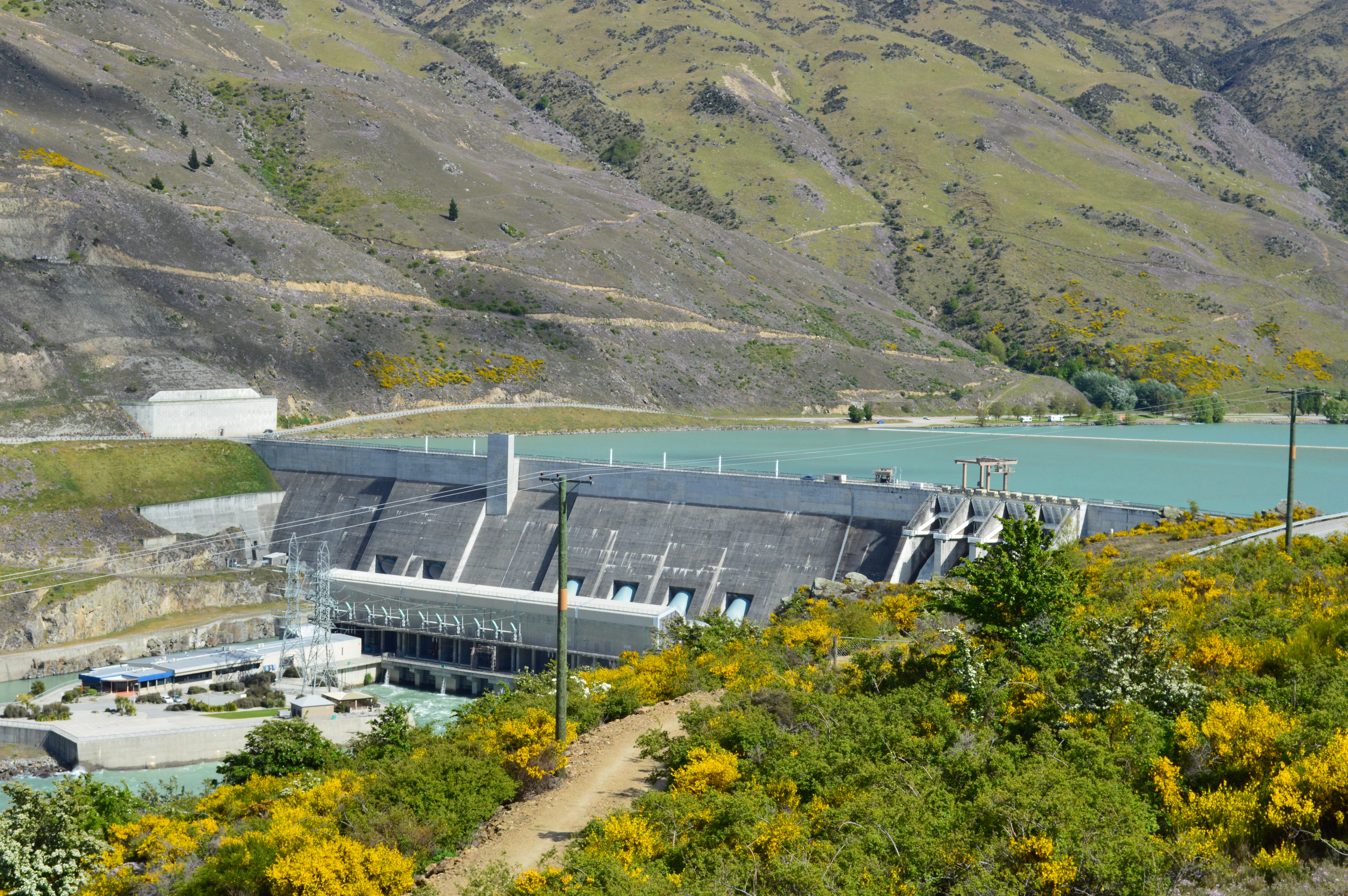
Barrage de Clyde, octobre 2013

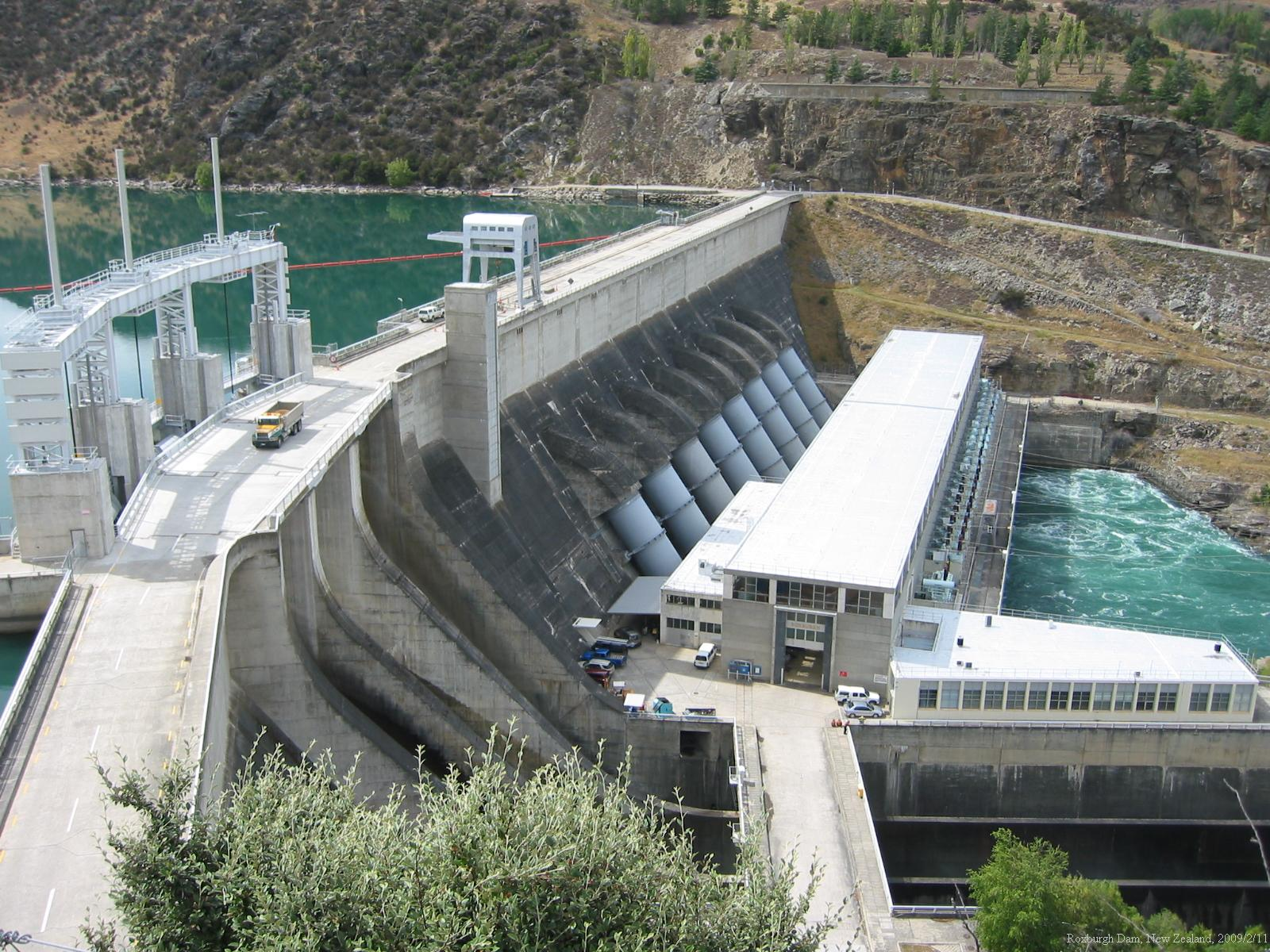
Barrage de Roxburgh, 2009

Les centrales hydroélectriques ont produit 24 934 GWh en 2017, soit 58,1 % de la production nette du pays ; en 2016, elles avaient atteint une part de 60,5 %.

aménagement hydroélectrique de la Waitaki
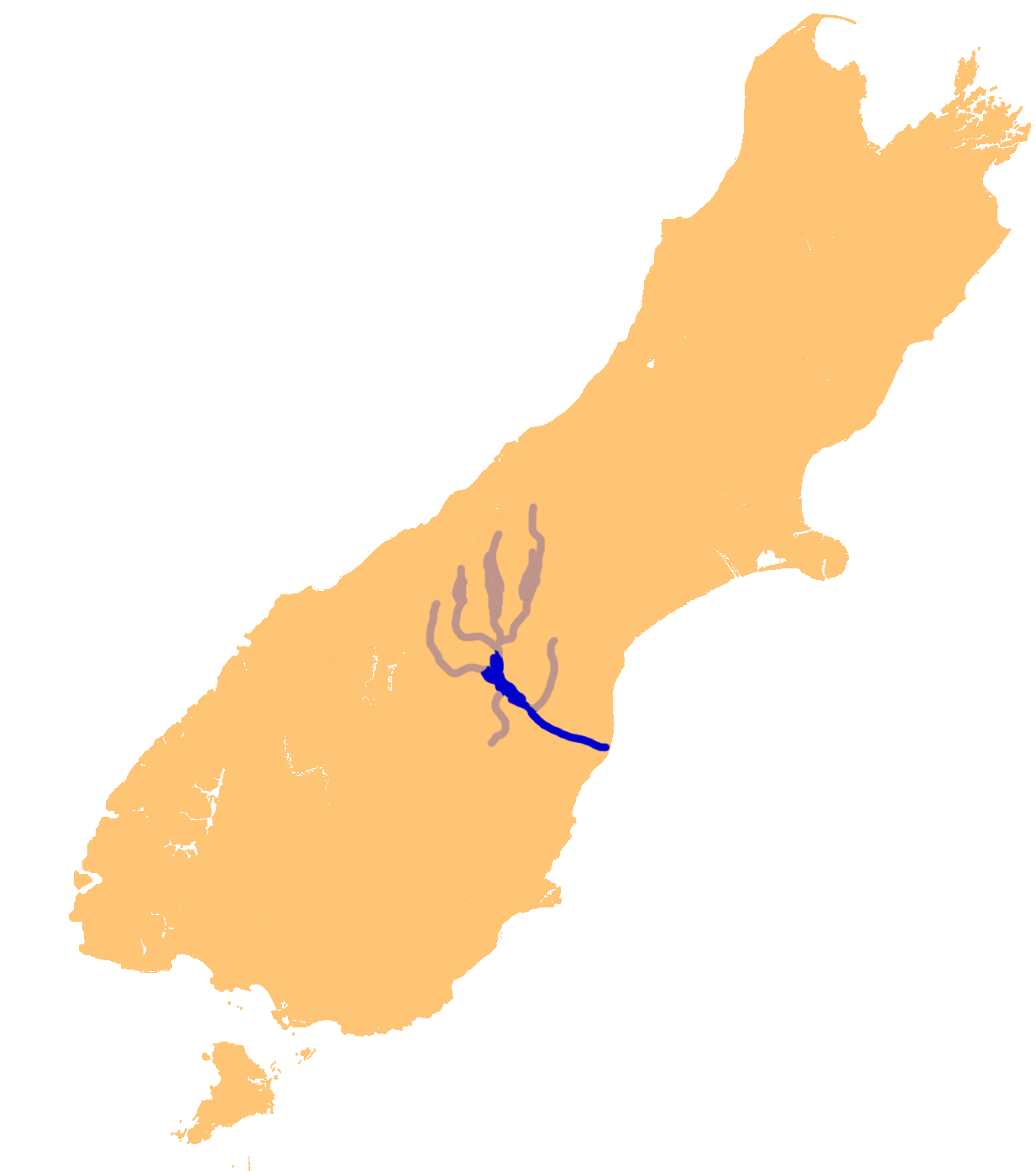
Bassin de la Waitaki
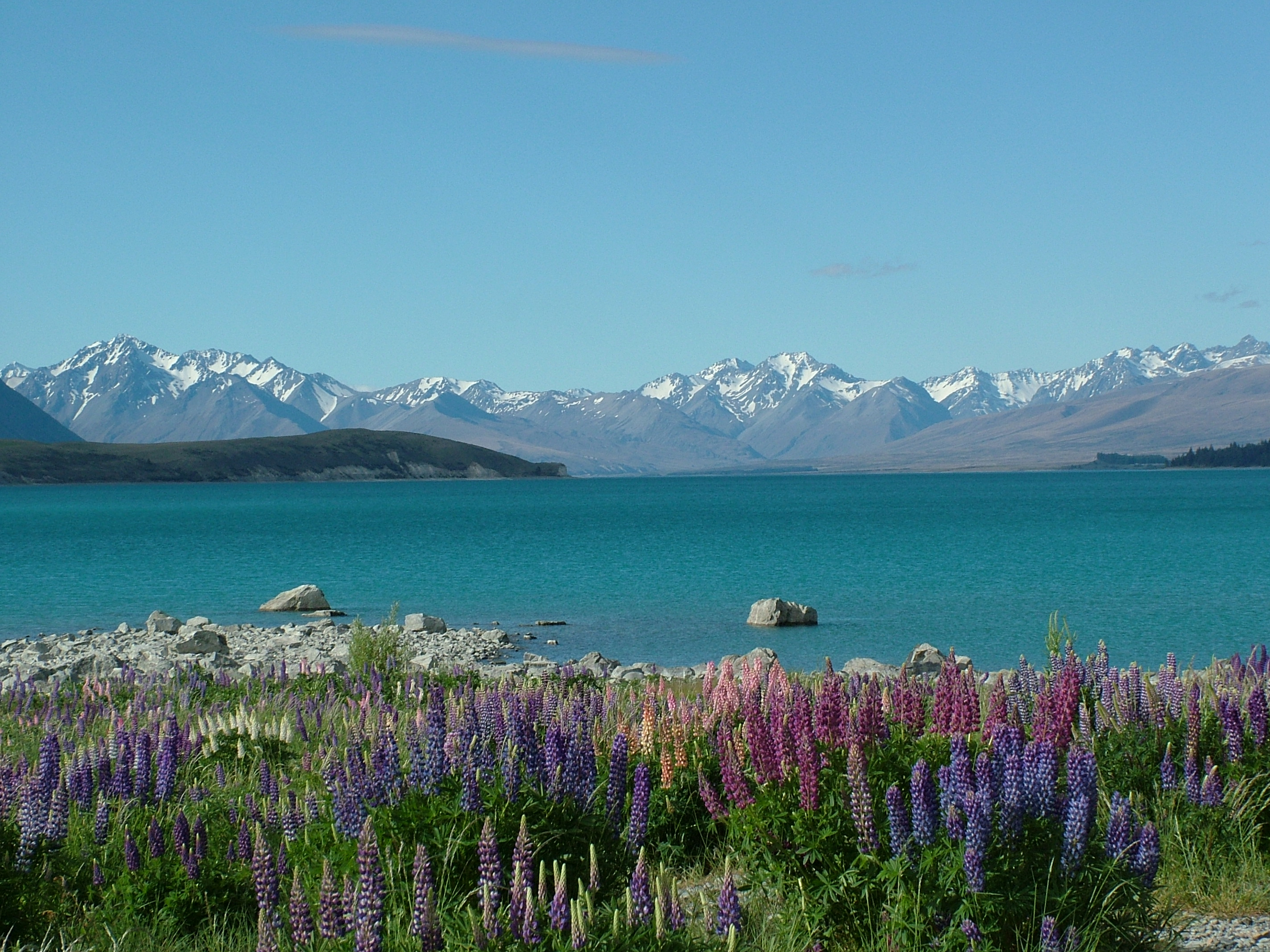
Lac Tekapo
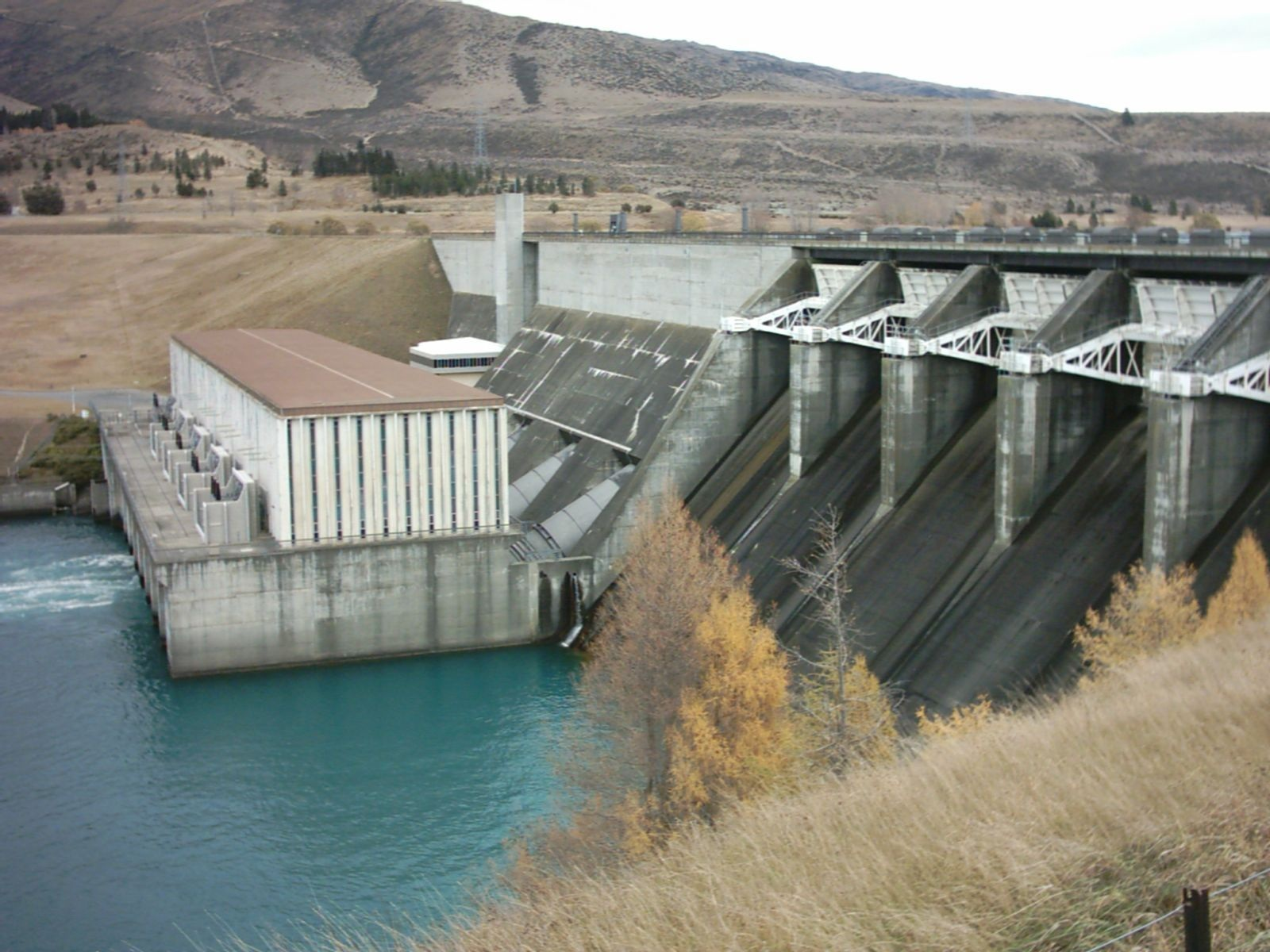
Barrage d'Aviemore, depuis Canterbury
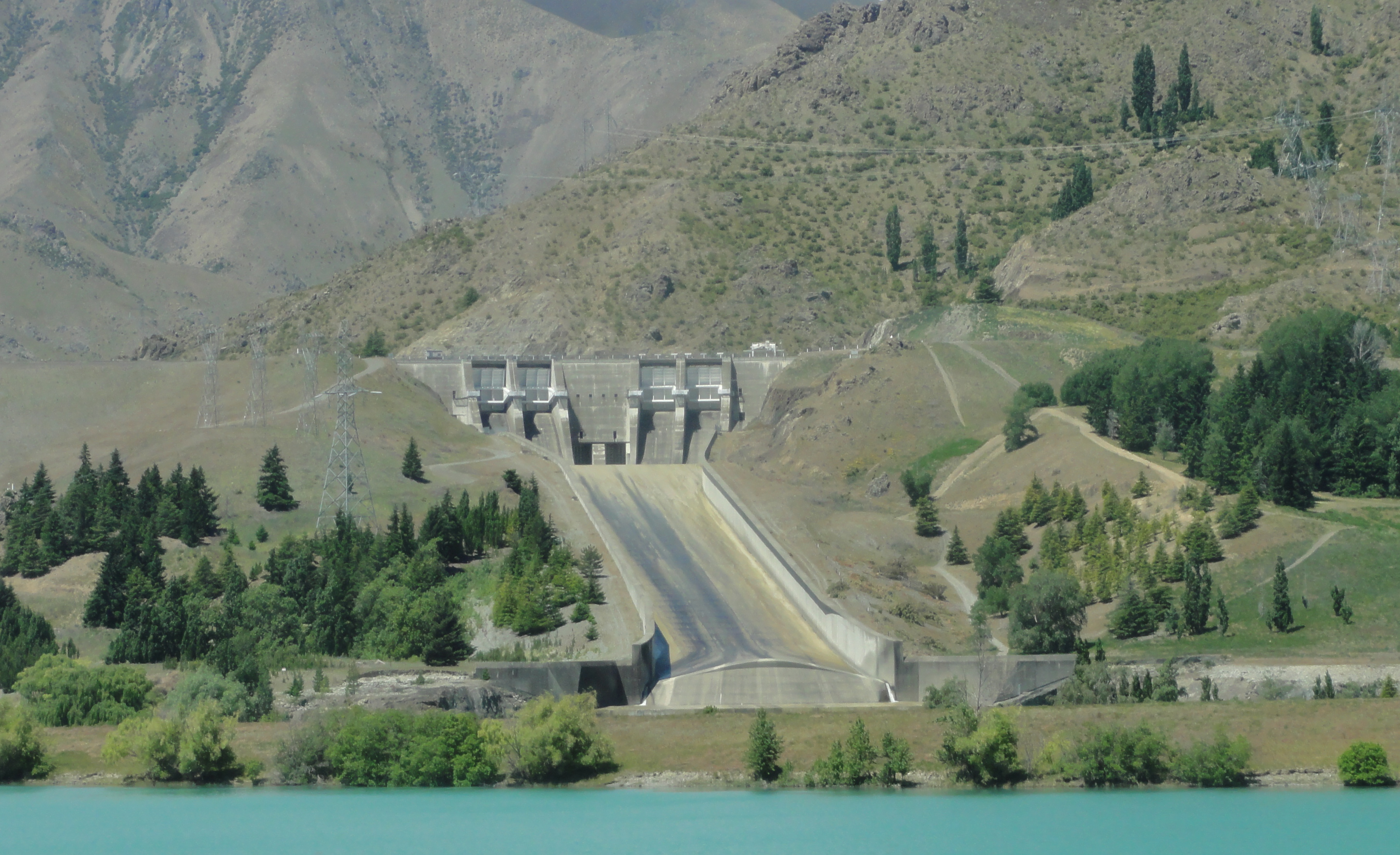
Déversoir du barrage de Benmore, 2011
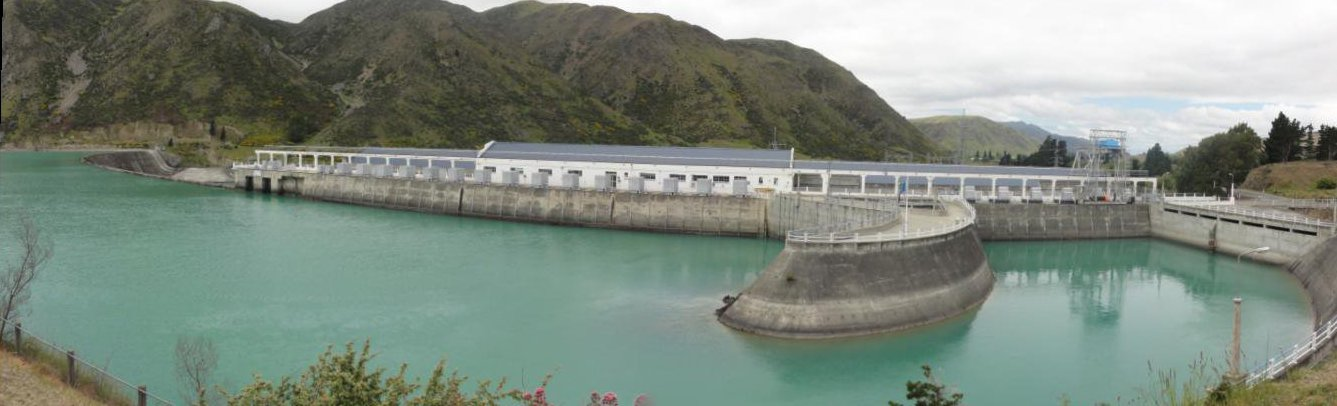
Barrage de Waitaki, 2011

L'aménagement hydroélectrique de la Waitaki comprend huit centrales sur la rivière Waitaki :
- Tekapo A et B, appartenant à Genesis Energy ;
- Ōhau A, B et C, Benmore, Aviemore et Waitaki, appartenant à Meridian Energy.

Le gouvernement de Nouvelle-Zélande identifia le potentiel hydroélectrique de la vallée du Waitaki dès 1904. mais les travaux sur ce grand projet ne commencèrent qu'en 1928, avec la construction du barrage de Waitaki, dans le cadre des « grands travaux » lancés en réponse à la Grande Dépression des années 1930. En 1958, l'aménagement de la Waitaki moyenne commença par la construction du barrage de Benmore et de la ligne à courant continu, qui constitua l'amorce du réseau d'interconnexion national. Cet aménagement s'acheva en 1968 avec la mise en service de la centrale d'Aviemore. L'aménagement de la Waitaki supérieure commença en 1968 en réponse au besoin croissant d'électricité de la Nouvelle-Zélande. Il comprend quatre centrales, deux barrages et six canaux (56 kilomètres). Il s'acheva en 1985 avec la mise en service de la dernière centrale, Ōhau C.

aménagement hydroélectrique du Waikato
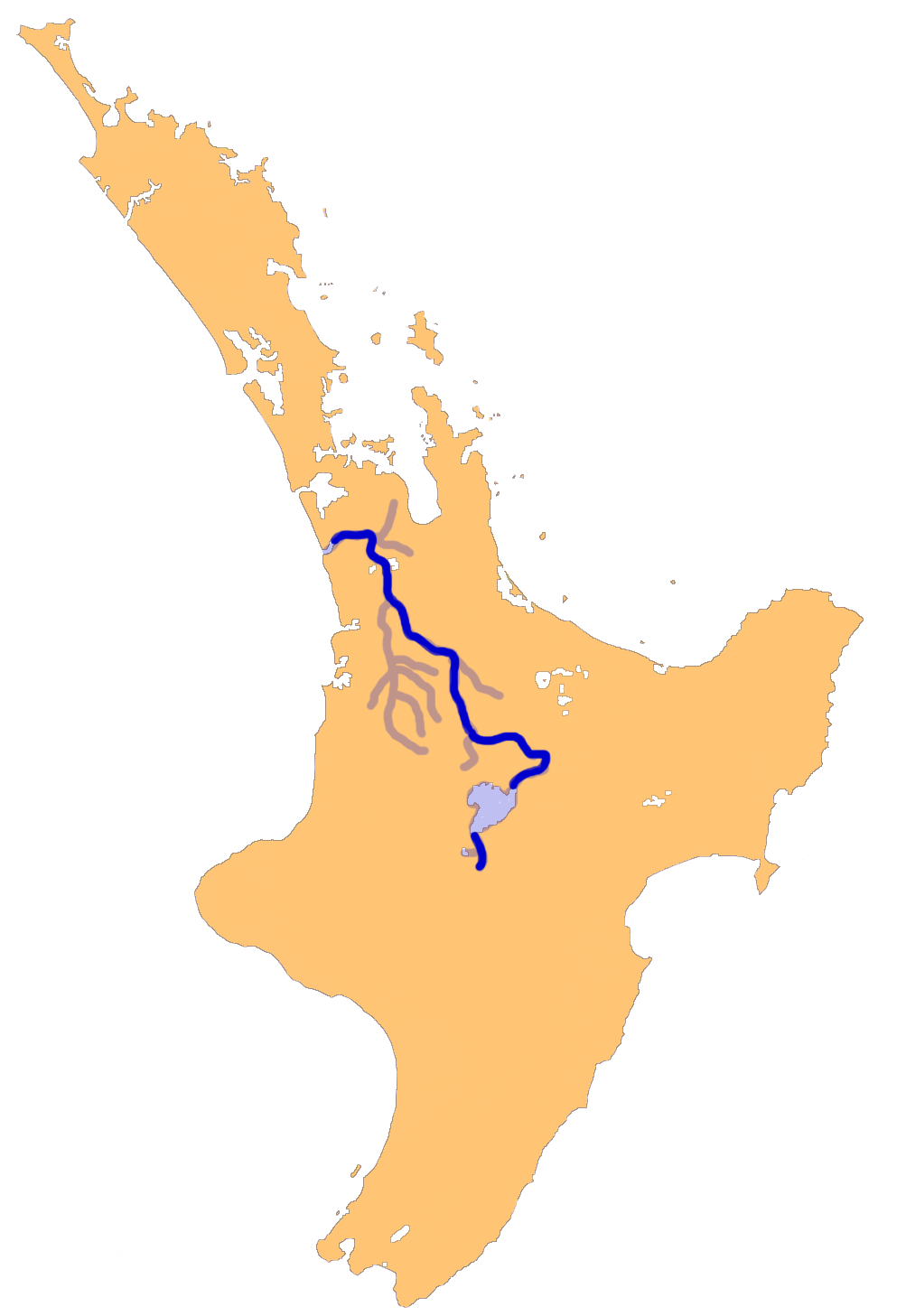
bassin de la Waikato
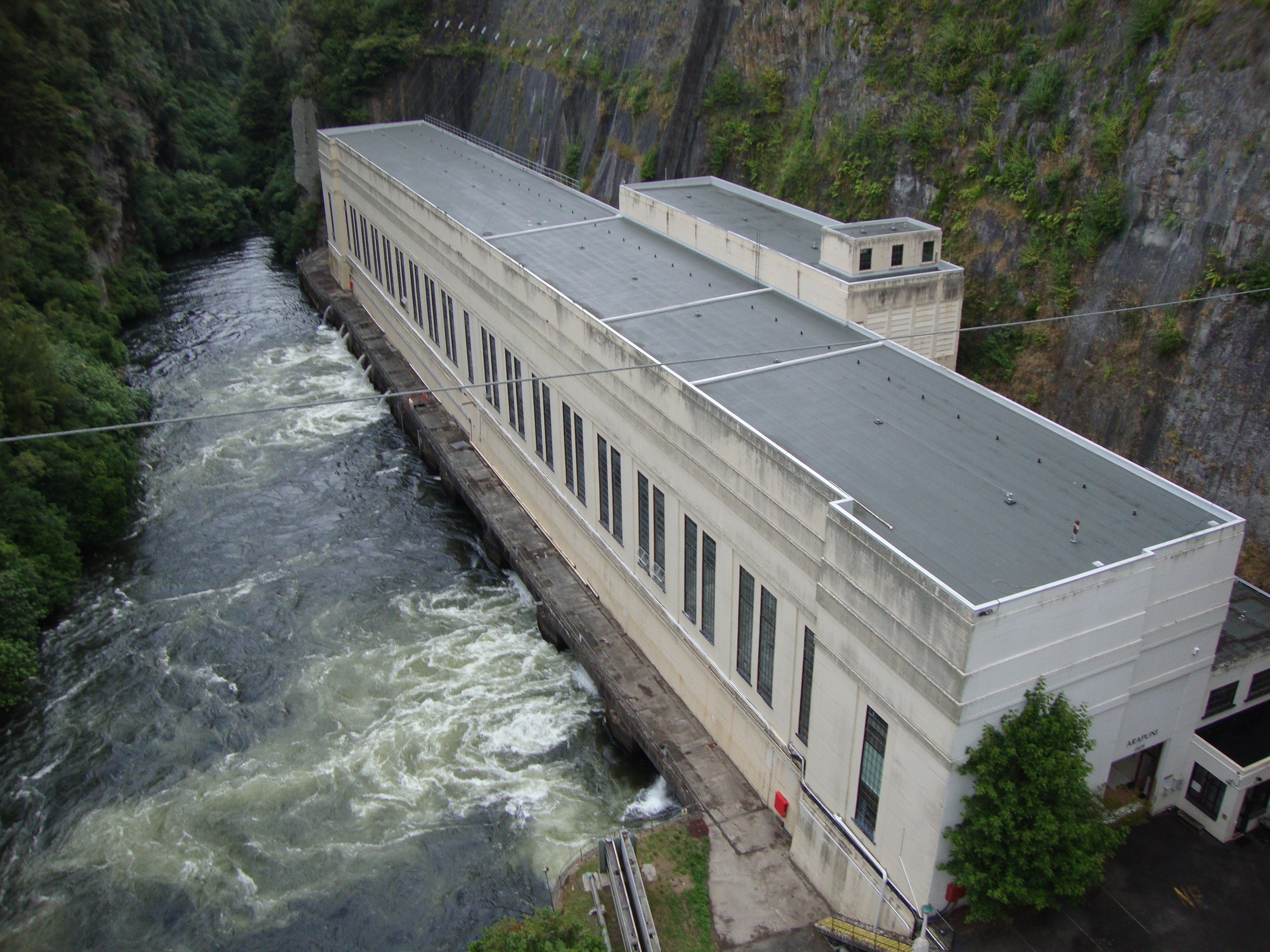
Centrale d'Arapuni, 2010
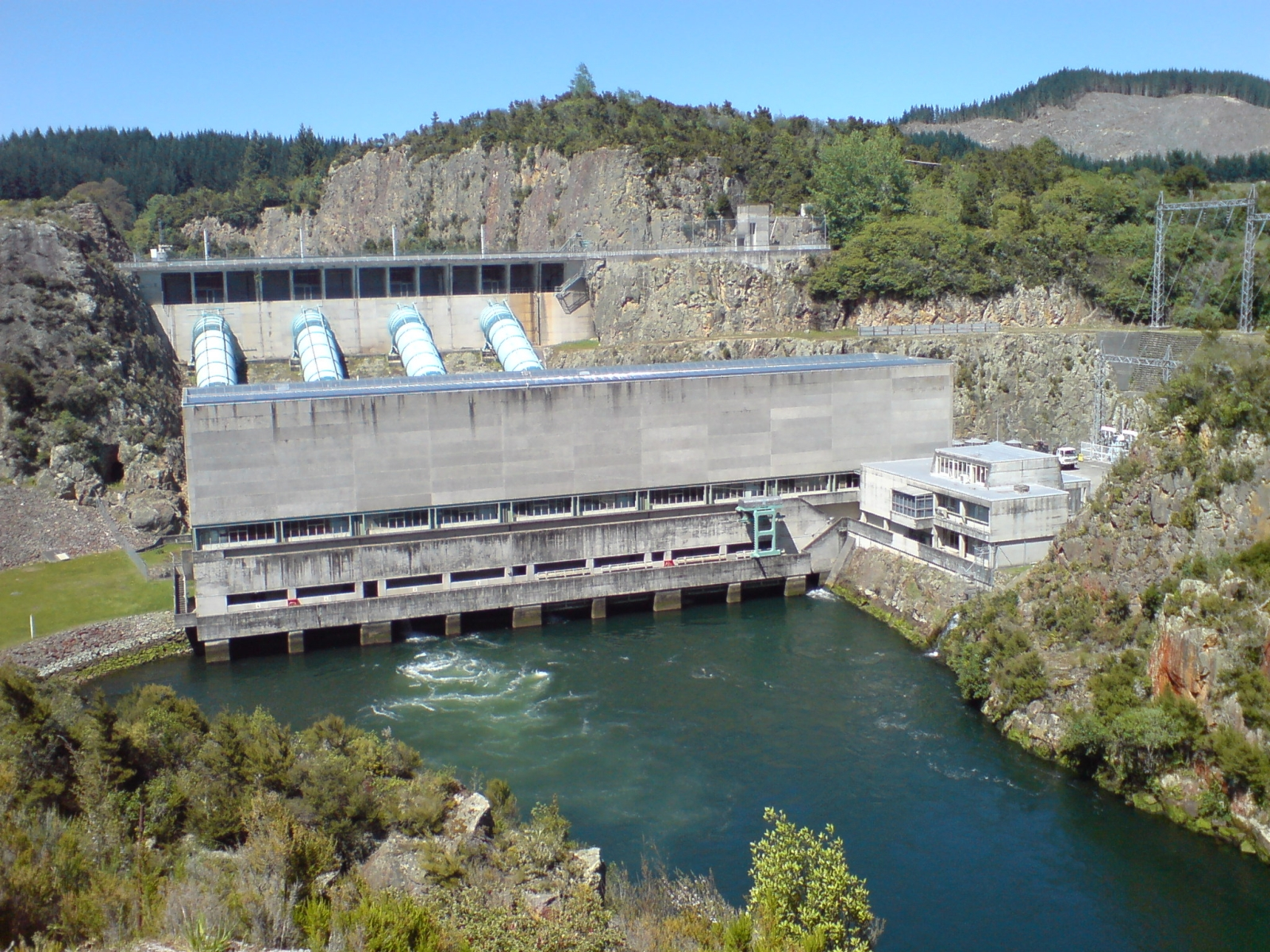
Centrale d'Ohakuri, 2007
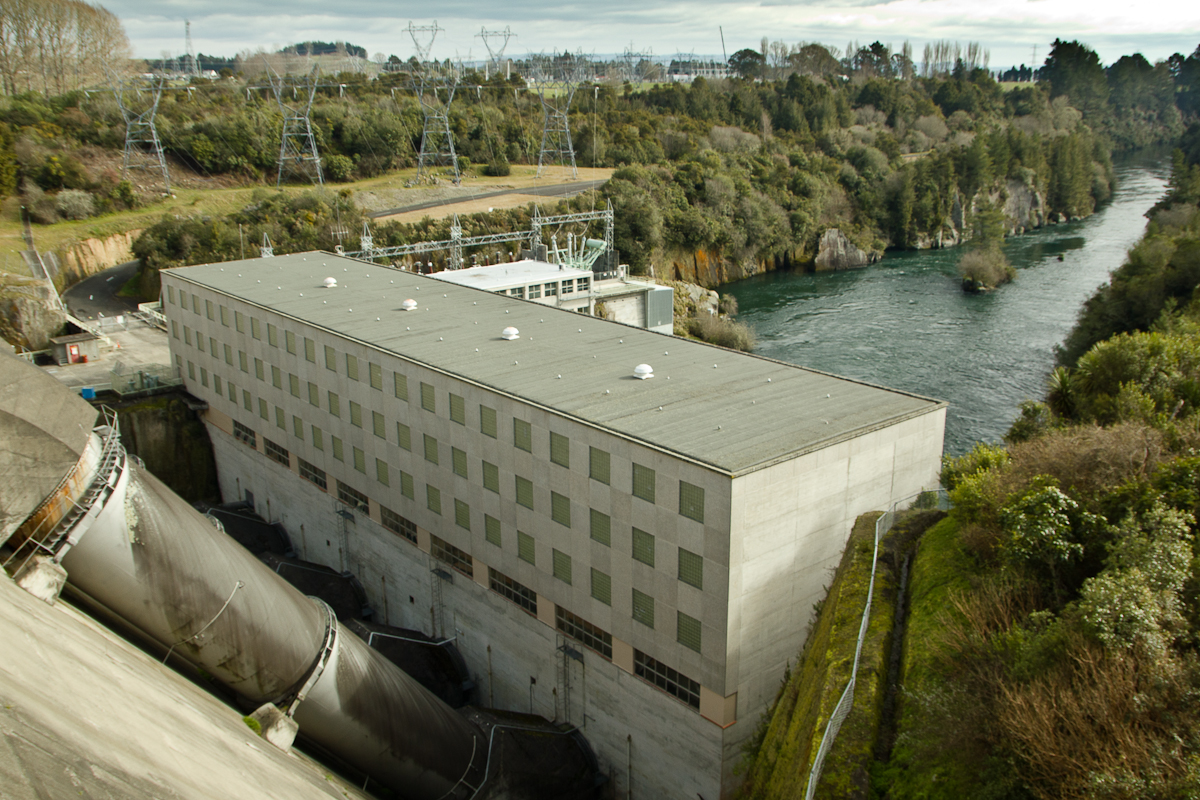
Centrale de Whakamaru, 2012

L'aménagement hydroélectrique du Waikato comprend huit barrages et neuf centrales, dont :
- Maraetai I et II
- Arapuni
- Ohakuri

En amont, l'aménagement hydroélectrique de Tongariro turbine les eaux de plusieurs affluents dans trois centrales : Rangipo, Tokaanu et Mangaio, puis les déverse dans le lac Taupo qui alimente le Waikato.

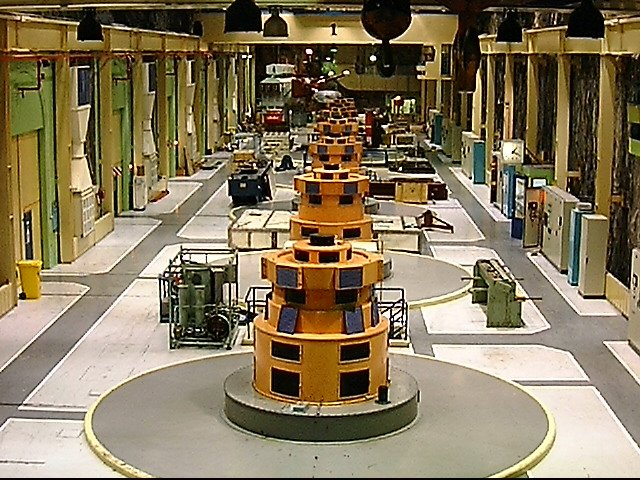
Salle des turbines, centrale de Manapouri, 2007

La centrale de Manapouri, la plus puissante de Nouvelle-Zélande (850 MW), a été construite de 1964 à 1972 surtout pour alimenter la fonderie d'aluminium de Tiwai Point, propriété de Rio Tinto et Sumitomo, près de Bluff, à 160 km au sud-ouest. Une campagne de protestation (Save Manapouri Campaign) contre la surélévation du niveau du lac Manapouri pour accroître la hauteur de chute de la centrale, eut un grand retentissement et constitua un des fondements du mouvement écologiste de Nouvelle-Zélande.
Principales centrales hydroélectriques :
| Nom         | Localité                        | Exploitant         | Puissance (MW) | Mise en service | Notes |
| ----------- | ------------------------------- | ------------------ | -------------- | --------------- | ----- |
| Arapuni     | est de Putaruru, Waikato        | Mighty River Power | 196,7          | 1929, 1946      |       |
| Aviemore    | est d'Otematata, Canterbury     | Meridian Energy    | 220            | 1968            | [ 9 ] |
| Benmore     | nord d'Otematata, Canterbury    | Meridian Energy    | 540            | 1965            | [ 9 ] |
| Clyde       | près de Clyde, Otago            | Contact Energy     | 432            | 1992            |       |
| Manapouri   | Lac Manapouri, Île du Sud       | Meridian Energy    | 850            | 1971, 2002      |       |
| Maraetai I  | près de Mangakino, Waikato      | Mighty River Power | 252            | 1954            |       |
| Maraetai II | près de Mangakino, Waikato      | Mighty River Power | 108            | 1971            |       |
| Ohakuri     | entre Taupo et Tokoroa, Waikato | Mighty River Power | 112            | 1962            |       |
| Ohau A      | ouest de Twizel, Canterbury     | Meridian Energy    | 264            | 1980            | [ 9 ] |
| Ohau B      | est de Twizel, Canterbury       | Meridian Energy    | 212            | 1984            | [ 9 ] |
| Ohau C      | est de Twizel, Canterbury       | Meridian Energy    | 212            | 1985            | [ 9 ] |
| Rangipo     | sud de Turangi, Waikato         | Genesis Energy     | 120            | 1983            |       |
| Roxburgh    | près de Roxburgh, Otago         | Contact Energy     | 320            | 1956            |       |
| Tekapo B    | Lac Pukaki, Canterbury          | Genesis Energy     | 160            | 1977            | [ 9 ] |
| Tokaanu     | Tokaanu, Waikato                | Genesis Energy     | 240            | 1973            |       |
| Whakamaru   | sud de Mangakino, Waikato       | Mighty River Power | 100            | 1956            |       |

Source: New Zealand Electricity Authority

##### Centrales géothermiques

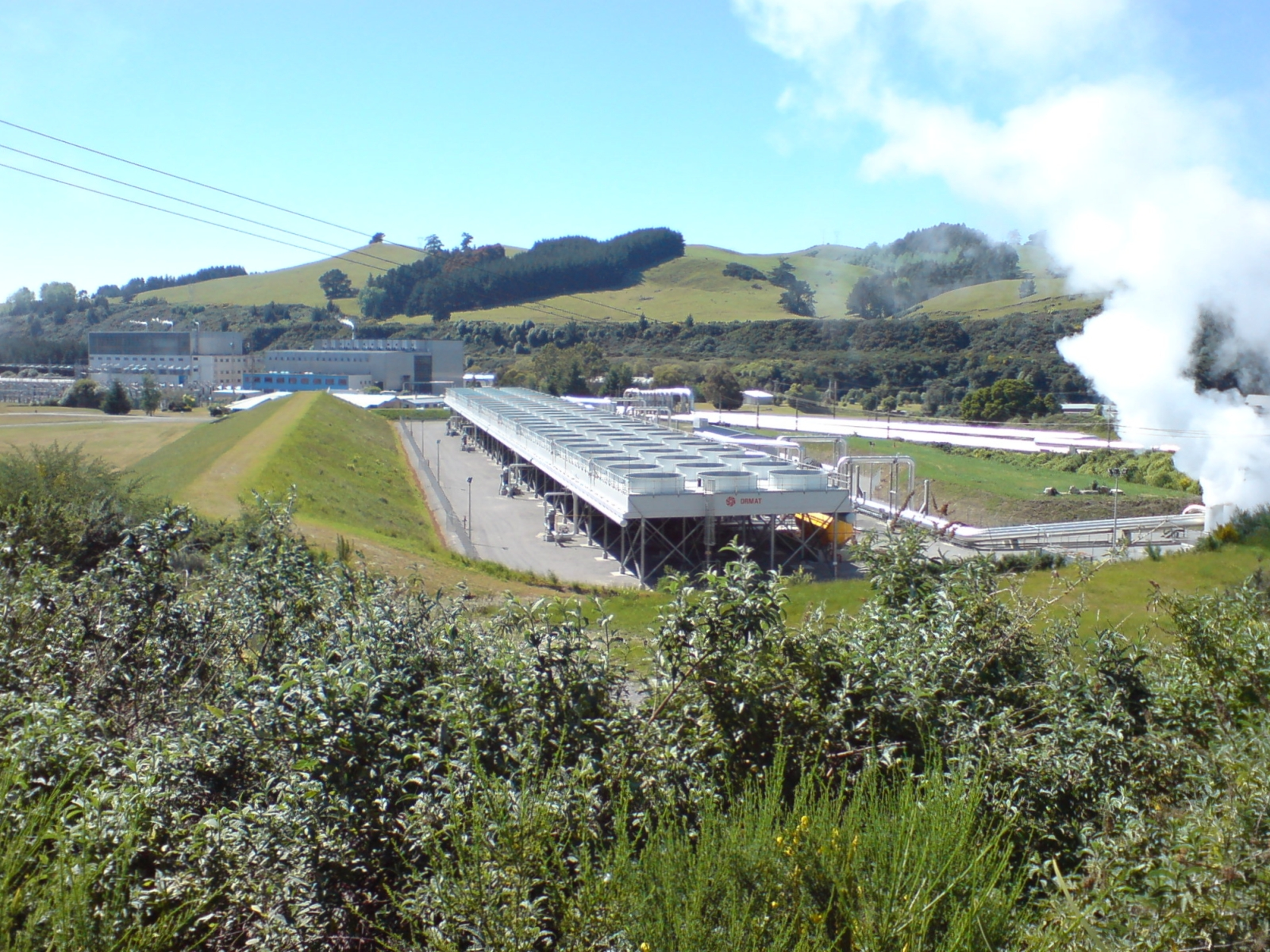
Centrale thermique de Wairakei, 2007.

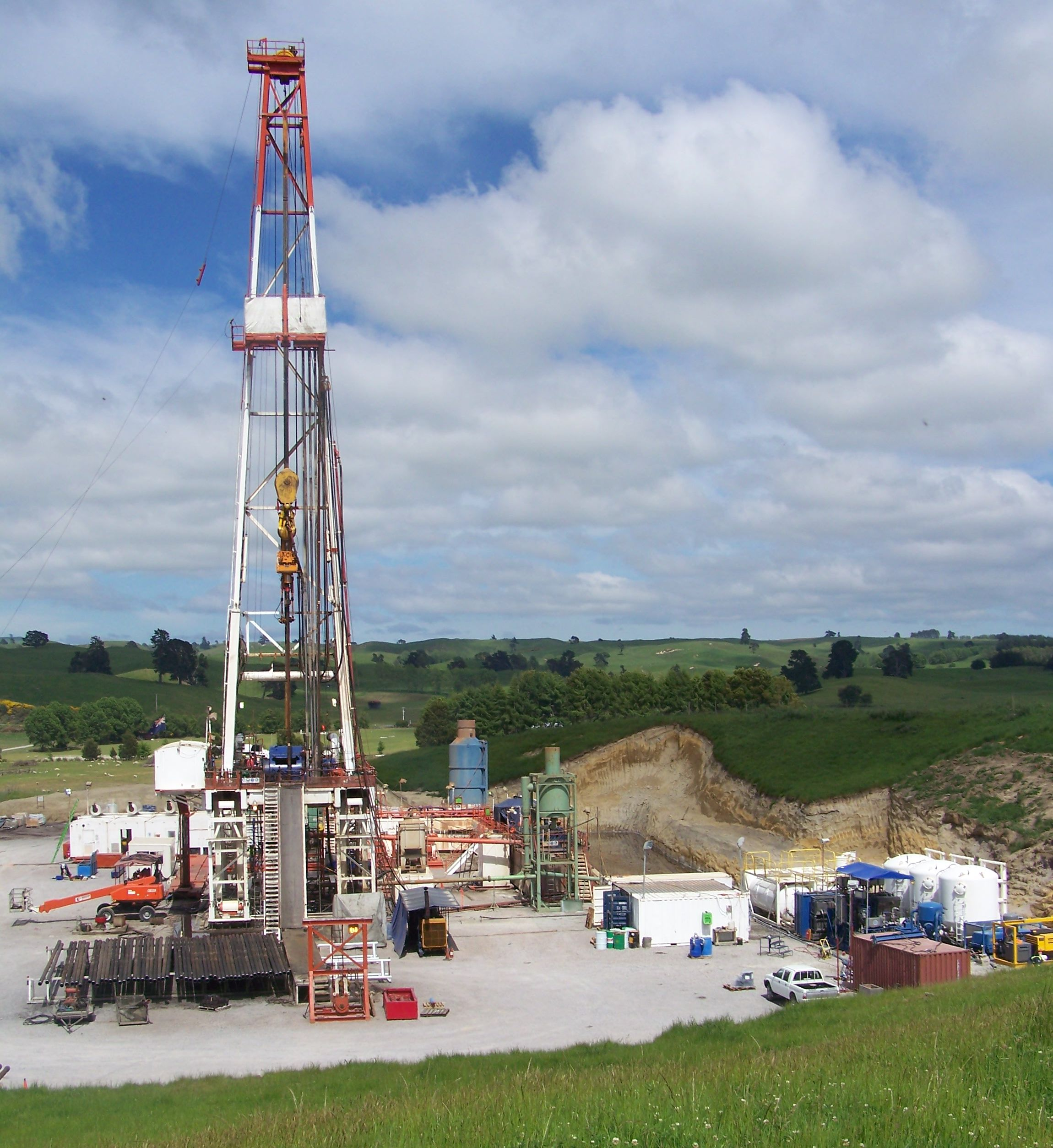
Forage géothermique à Te Mihi, Nouvelle-Zélande, 2006.

La Nouvelle-Zélande était en 2020 le 5e producteur mondial d'électricité géothermique : 8,3 TWh, derrière les États-Unis, l'Indonésie, les Philippines et la Turquie, soit 8,7 % du total mondial et 18,6 % de la production d'électricité du pays. En 2021, elle a légèrement progressé : 8 367 GWh, soit 19,2 % de la production nationale.
En 2013, la puissance installée géothermique de la Nouvelle-Zélande était de 0,9 GW, au 6e rang mondial derrière les États-Unis (3,4 GW), les Philippines (1,9 GW), l'Indonésie (1,3 GW), le Mexique (1,0 GW) et l'Italie (0,9 GW), mais elle a été au 1er rang pour les mises en service de l'année 2013 : 241 MW de nouvelles capacités (42 % du total mondial), réduites à 196 MW en net (arrêt de 45 MW à Wairakei), accroissant la capacité totale de 30 %. La centrale de Te Mihi (159 MW) a démarré en 2013, mais des problèmes de pompes ont repoussé la mise en service complète à 2014 ; en fin d'année a été inaugurée la centrale de 82 MW de Ngatamariki, la plus grande centrale géothermique à cycle combiné du monde, qui ré-injecte la totalité du fluide géothermique dans le réservoir souterrain, minimisant son impact écologique.
La puissance installée totale des centrales géothermiques néo-zélandaises était de 978 MW en 2014 ; la plupart de ces centrales sont situées dans la zone volcanique de Taupo, et 25 MWe sont installés à Ngawha sur l'Île du Nord. Six champs géothermiques sont utilisés pour la production d'électricité, dominée par Contact Energy Ltd, compagnie privée cotée en bourse, et Mighty River Power, entreprise publique. Dans les projets géothermiques récents, on note un niveau important de participation commerciale d'entreprises appartenant à des Maoris.
La centrale géothermique de Wairakei, première centrale géothermique néo-zélandaise mise en service en 1958 dans la zone volcanique de Taupo, était la première centrale à vapeur sèche, et la 2e plus puissante au monde à l'époque après celle de Larderello en Italie. L'impulsion pour le développement de Wairakei découla en 1947 de sévères pénuries d'électricité à la suite de deux années sèches qui restreignirent la production hydroélectrique, et du souhait du gouvernement de Nouvelle-Zélande de rendre l'approvisionnement en électricité indépendant des combustibles importés. La Nouvelle-Zélande a été récemment confrontée à nouveau à des situations similaires.
Wairakei est restée l'une des plus puissantes centrales géothermiques au monde, surtout après la construction en 2005 d'une centrale à cycle combiné pour utiliser la vapeur à basse température déjà passée dans la première centrale, ce qui avait porté sa puissance à 181 MW. Il est prévu qu'elle soit remplacée progressivement à partir de 2013 par la centrale de Te Mihi, qui utilise la chaleur du même champ géothermique ; la mise en service de Te Mihi (159 MW) sera accompagnée de l'arrêt d'une partie de Wairakei (45 MW), produisant une augmentation nette de puissance de 114 MW. Te Mihi a commencé à produire fin 2013 et a été terminée en août 2014 ; elle permettra d'économiser 11 PJ par an sur les 40 PJ/an de gaz naturel consommés par les centrales de Contact Energy, le quart du gaz néo-zélandais.
Principales centrales géothermiques néo-zélandaises :
| Nom           | Localité                     | Champ       | Exploitant         | Puissance (MW) | Production annuelle moyenne (GWh) | Mise en service |
| ------------- | ---------------------------- | ----------- | ------------------ | -------------- | --------------------------------- | --------------- |
| Wairakei      | nord de Taupo                | Wairakei    | Contact Energy     | 161            | 1310                              | 1958, 2005      |
| Te Mihi       | nord de Taupo                | Wairakei    | Contact Energy     | 159            | 1200 (environ)                    | 2014            |
| Kawerau       | Kawerau, Baie de l'Abondance | Kawerau     | Mighty River Power | 100            | 800                               | 2008            |
| Mokai         | nord-ouest de Taupo          | Mokai       | Mighty River Power | 112            | 900                               | 2000            |
| Nga Awa Purua | nord de Taupo                | Rotokawa    | Mighty River Power | 140            | 1100                              | 2010            |
| Ngatamariki   | nord de Taupo                | Ngatamariki | Mighty River Power | 82             | 670                               | 2013            |
| Ngawha        | près de Kaikohe, Île du Nord | Ngawha      | Top Energy         | 25             | 78                                | 1998            |
| Ohaaki        | entre Rotorua et Taupo       | Ohaaki      | Contact Energy     | 70             | 300                               | 1989            |
| Poihipi       | nord de Taupo                | Wairakei    | Contact Energy     | 55             | 350                               | 1997            |

Centrale géothermique de Kawerau
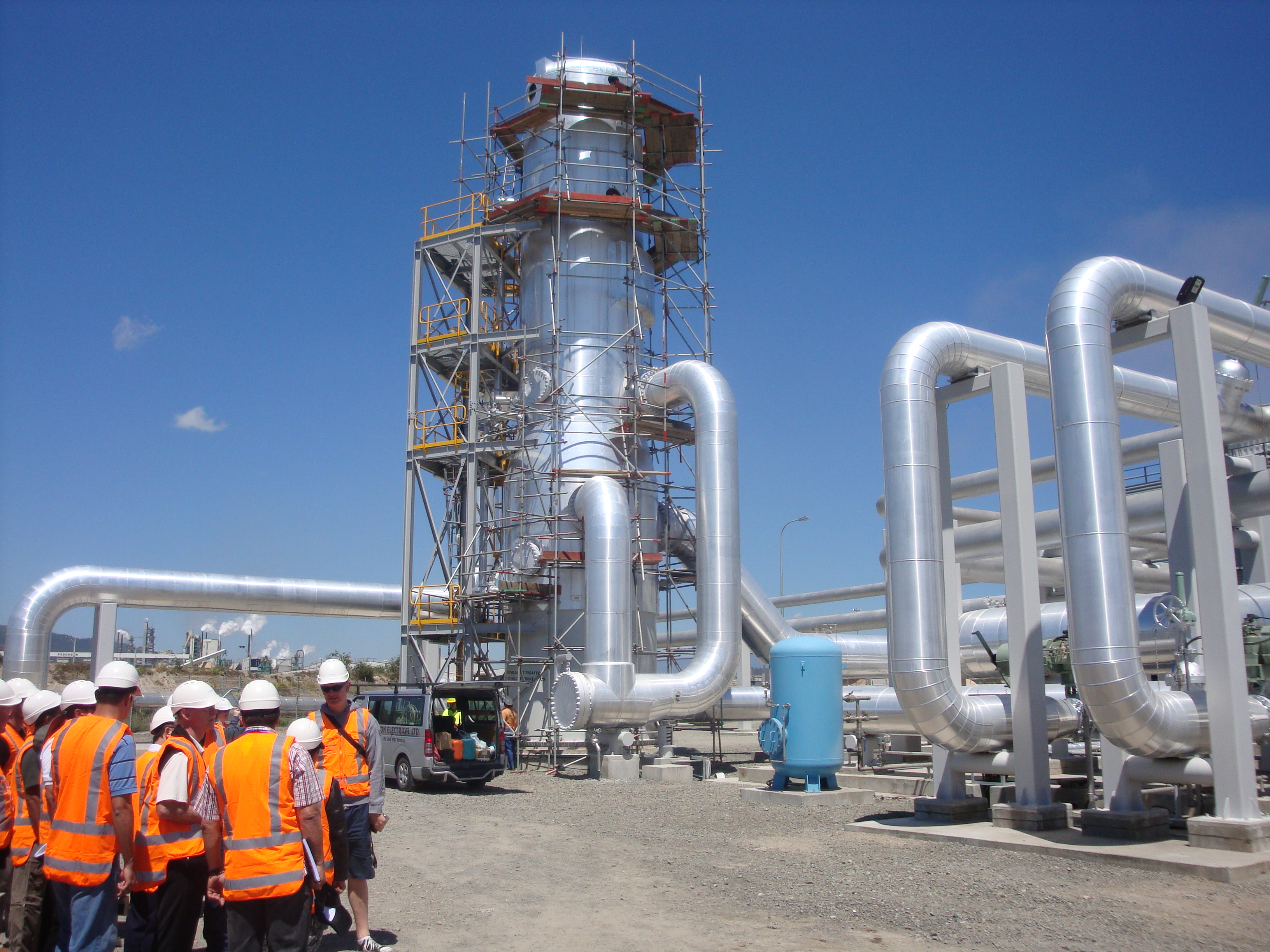
Séparateur de vapeur
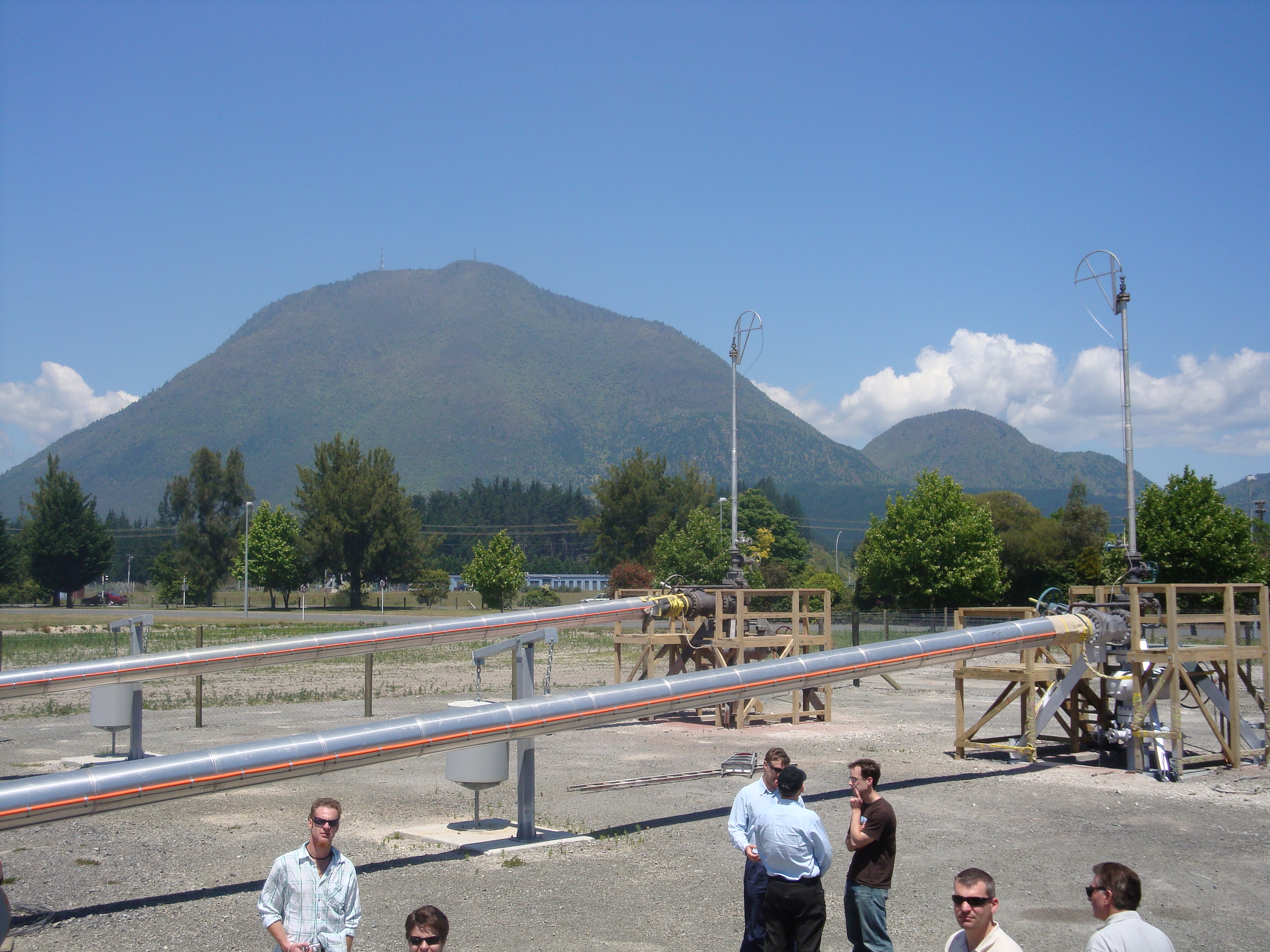
Champ de puits
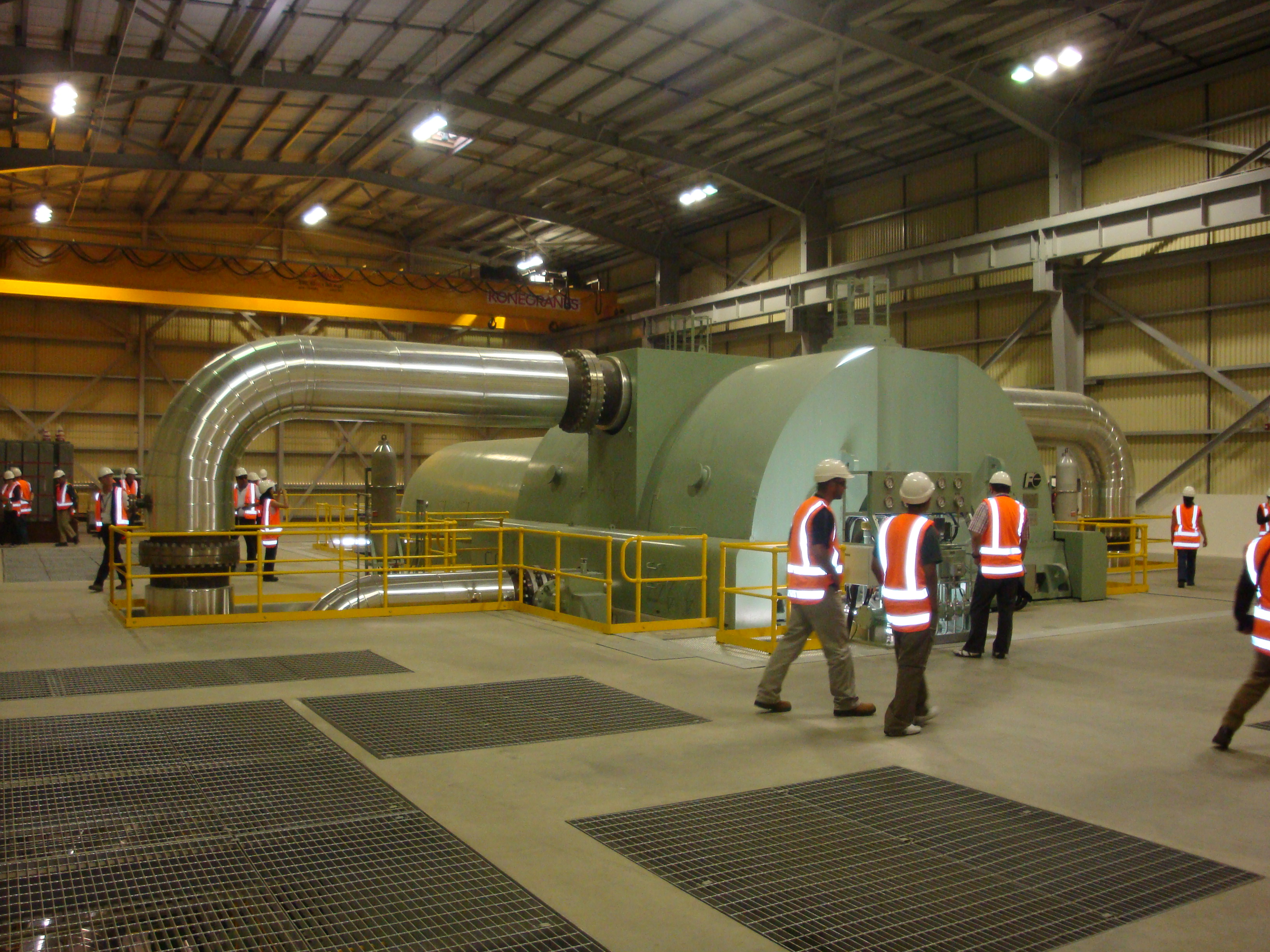
Salle des turbines
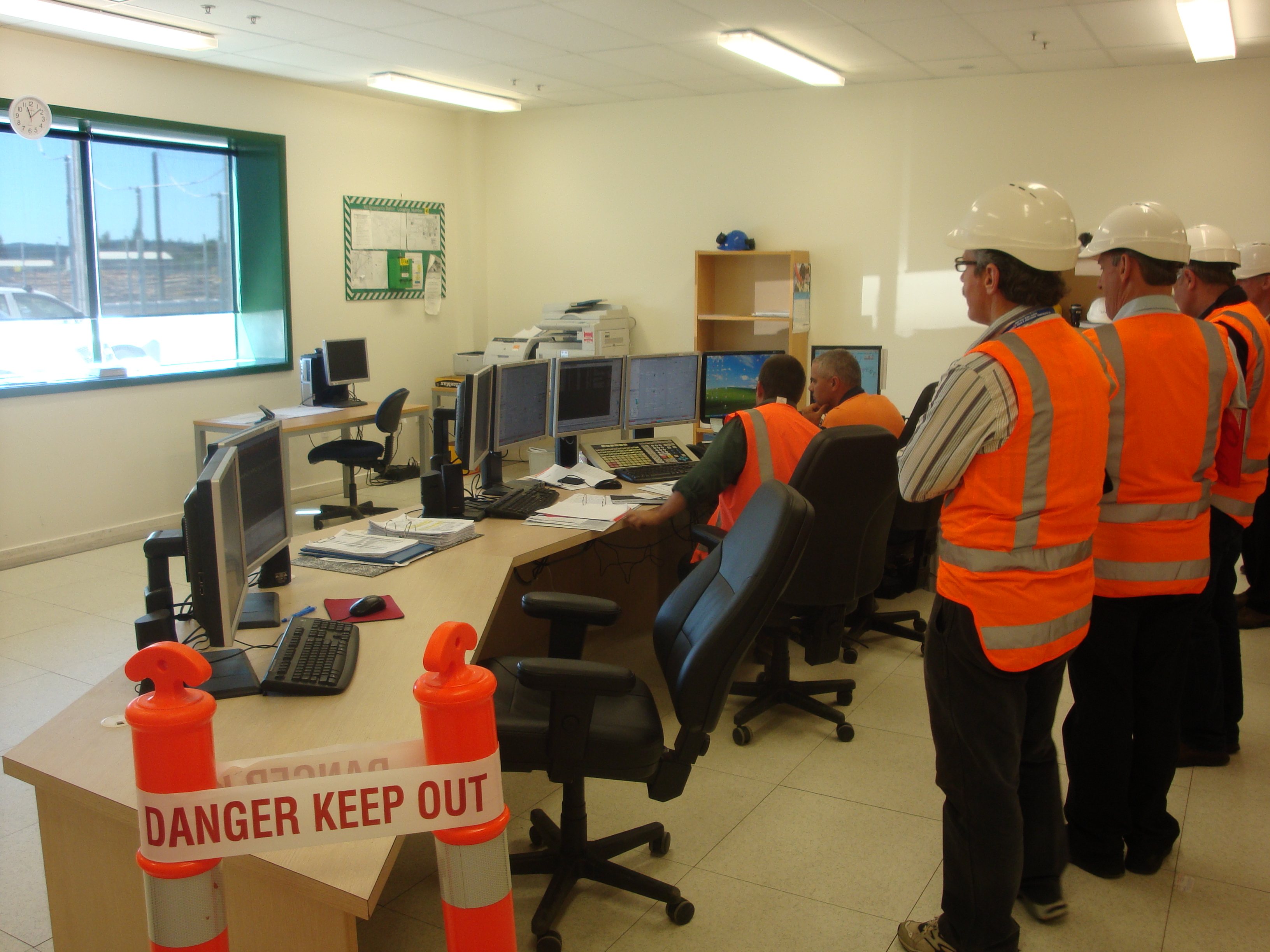
Salle de contrôle

Le potentiel de développement de la géothermie est évalué entre 1 500 et 5 000 MW ; en tenant compte des contraintes diverses qui limitent le développement, ce potentiel est ramené à 1 235 MW additionnels, dont la moitié en extensions d'installations existantes.

##### Éolien

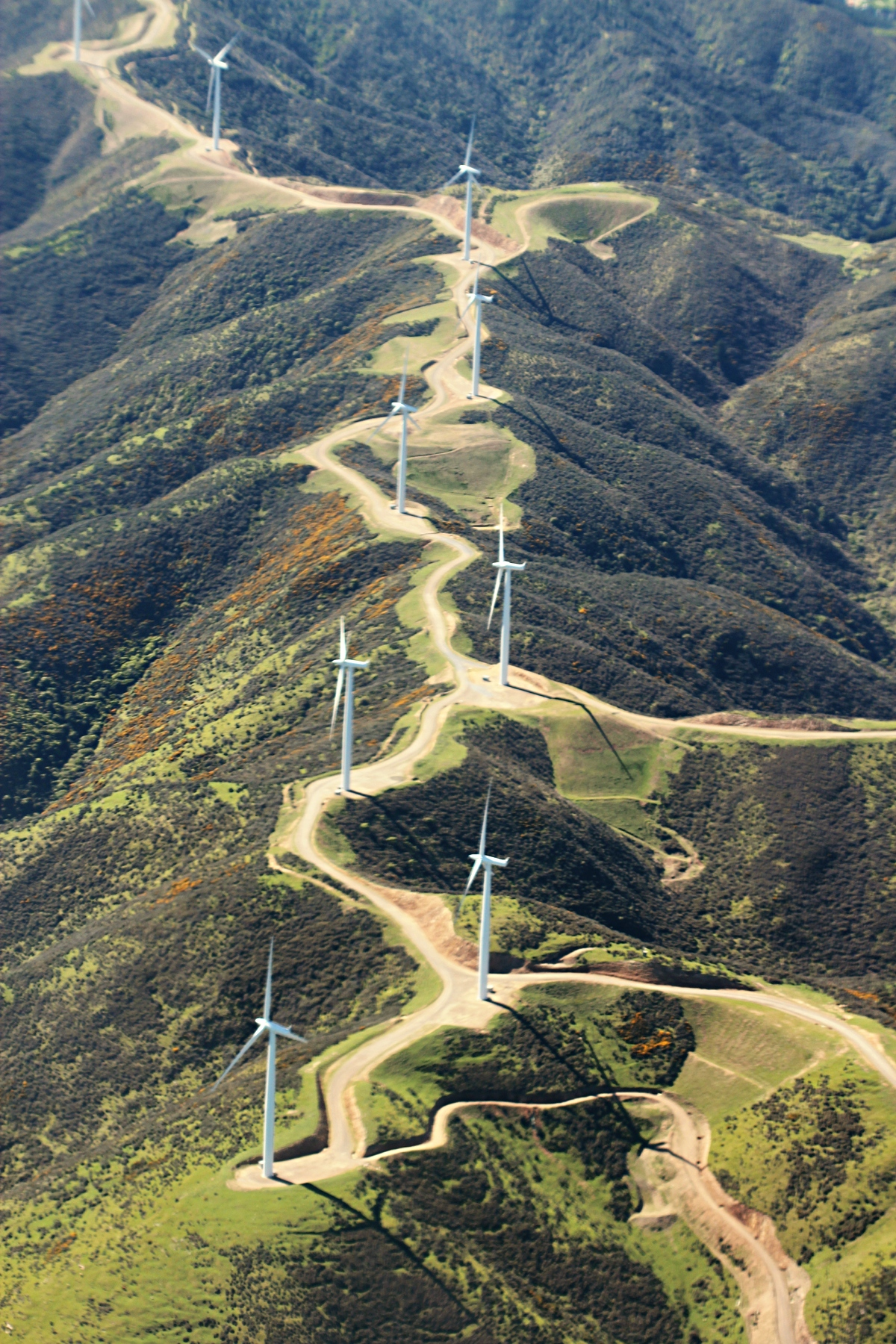
Projet West Wind, près de Wellington, 2010

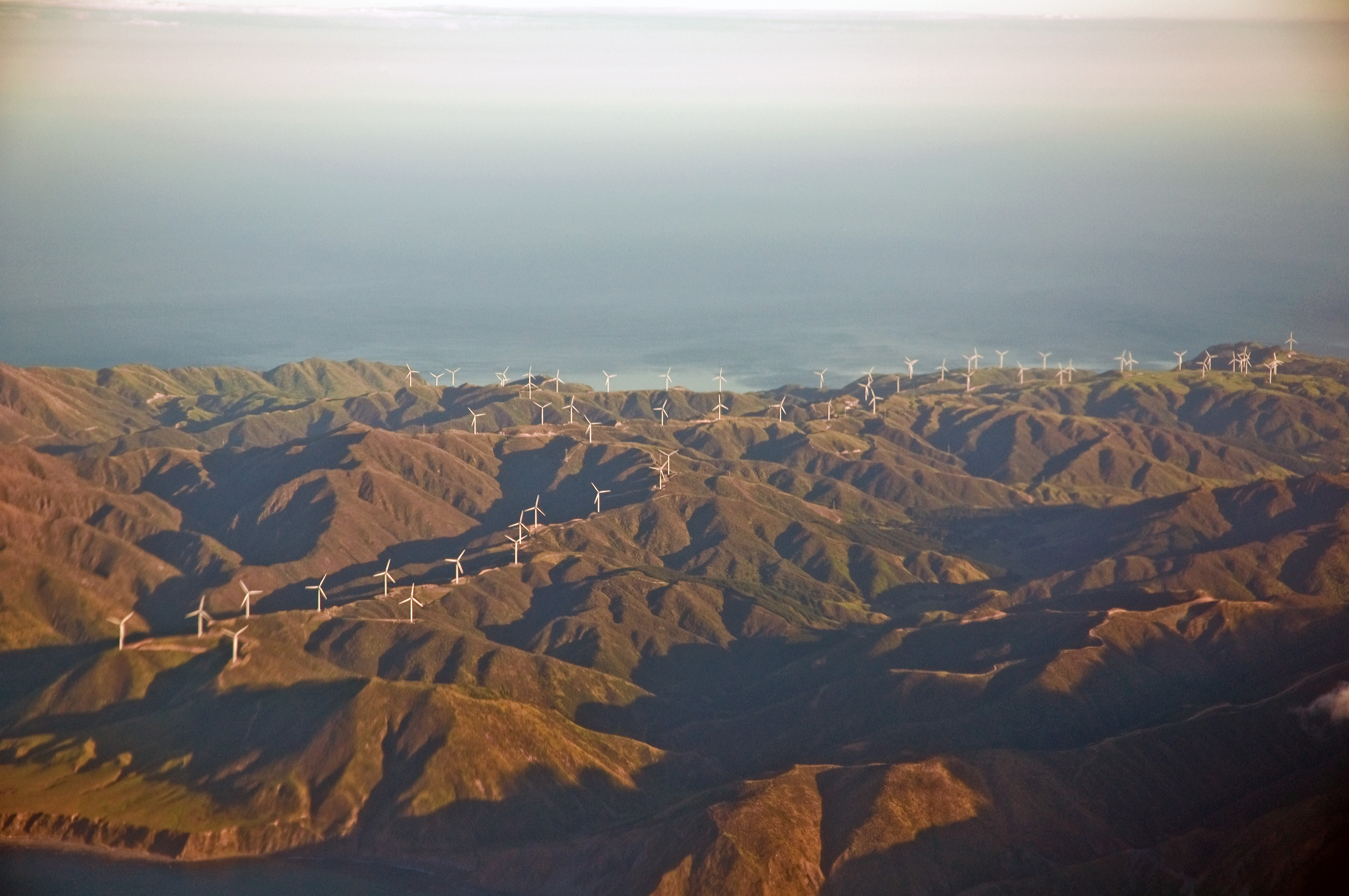
Parc éolien West Wind Makara, Wellington, 2010.

La Nouvelle-Zélande a des ressources éoliennes exceptionnelles, car elle est située au niveau des quarantièmes rugissants, où les vents d'ouest sont puissants et presque continus, parcourant sans entrave des milliers de km avant de rencontrer la barrière des Alpes du Sud avec 17 sommets de plus de 3 000 m d'altitude.
La force et la régularité des vents en Nouvelle-Zélande assurent un facteur de charge plus élevé que dans la plupart des pays, en moyenne 30 à 35 %, certaines turbines ayant enregistré des facteurs de charge supérieurs à 50 %. Cependant, cette excellente ressource éolienne a aussi des inconvénients : la force et l'uniformité des vents au parc éolien de West Wind a infligé à plusieurs turbines des défaillances prématurées de roulements à billes.
L'Energy Institute estime la puissance installée éolienne de la Nouvelle-Zélande en 2022 à 912 MW, sans changement par rapport à 2021, et sa production d'électricité éolienne à 2,9 TWh, en hausse de 8,4 %.
La puissance installée des parcs éoliens de Nouvelle-Zélande atteignait 689 MW fin 2017, sans changement depuis fin 2015 ; le développement de l'éolien a été rapide de 2002 à 2011, puis s'est arrêté presque complètement, sauf 66 MW mis en service en 2014 et 2015.
La Nouvelle-Zélande compte 19 parcs éoliens en fonctionnement, avec une puissance installée de 690 MW en 2020. Le plus ancien a été mis en service en 1993 et le plus récent en 2015. Le plus grand, celui de Tararua, a 134 turbines avec une puissance de 161 MW. Depuis 2015, le développement s'est arrêté du fait de plusieurs facteurs, dont la faiblesse de la croissance de la demande d'électricité et la situation de surproduction. Des projets éoliens totalisant 2 500 MW ont reçu leur autorisation, dont le parc de Castle Hill (286 turbines, 858 MW). En 2019, le redémarrage s'est produit, grâce à l'évolution de la politique du gouvernement vers la décarbonation des secteurs consommateurs d'énergie par l'électrifcation des usages, avec le lancement des chantiers des parcs de Turitea et de Waipipi, le début de travaux préliminaires par MainPower sur le site du projet de parc de Mt Cass (93 MW) et la recherche par Meridian de potentiels contrats pour son projet de parc de Harapaki.
Le parc éolien West Wind de Meridian Energy, construit de 2007 à 2009 près de Wellington, possède 62 turbines de 2,3 MW totalisant une puissance installée de 142,6 MW.

##### Solaire
La puissance installée des installations photovoltaïques s'est accrue de 17 MWc en 2017, atteignant 69 MWc fin 2017 et 78 MWc en juillet 2018. Leur production ne représente que moins de 0,2 % de l'électricité du pays. La plus grande centrale solaire (412 kWc) est installée dans l'établissement vinicole Yealands Estate à Marlborough.

### Transport et distribution

Réseau de transport Haute Tension de la Nouvelle-Zélande, 2009

Le réseau électrique de la Nouvelle-Zélande comprend :
- 11 349 km de lignes de transport à haute tension, gérées par l'entreprise publique Transpower ;
- des lignes de distribution, réparties en 39 réseaux appartenant pour la plupart aux 29 compagnies de distribution.

L'interconnexion entre l'île Nord et l'île Sud est assurée par le Cook Strait Cable (aussi appelé Inter-Island Link), une ligne à haute tension à courant continu sous-marine sur les 30 km de la traversée du détroit de Cook puis terrestre jusqu'à Wellington, avec une longueur totale de 611 km ; de 2013 à 2017, la part de la production nationale annuelle d'électricité qui transite par ce câble a varié entre 6 % en 9 %.

### Consommation d'électricité
La consommation d'électricité atteignait 38,78 TWh en 2020, en progression de 36 % depuis 1990, dont 34,5 % dans l'industrie, 0,3 % dans les transports, 33,2 % dans le secteur résidentiel, 23,7 % dans le secteur tertiaire, 6,9 % dans l'agriculture. Le secteurs dont la part progresse le plus depuis 1990 sont l'agriculture (+302 %) et le tertiaire (+72 %).
La consommation d'électricité par habitant était en 2018 de 8 517 kWh, soit 2,6 fois la moyenne mondiale (3 260 tep) et 4 % au-dessus de la moyenne des pays de l'OCDE : 8 165 tep.
Ce niveau élevé s'explique par la présence d'usines d'aluminium dont les procédés de production fondés sur l'électrolyse consomment de grandes quantités d'électricité : l'industrie des métaux de base consomme 16 % de l'électricité produite dans le pays en 2017.

## Politique énergétique
Le gouvernement néo-zélandais a défini une stratégie pour l'énergie en Nouvelle-Zélande sur la décennie 2011-2021 (New Zealand Energy Strategy 2011-2021)avec des objectifs de diversification des ressources, de responsabilité environnementale, d'efficacité énergétique et de sécurité d'approvisionnement à un coût raisonnable.
Le volet consacré aux énergies renouvelables fixe l'objectif de produire 90 % de l'électricité du pays à partir d'énergies renouvelables en 2025.

## Impact environnemental
Les émissions de gaz à effet de serre (GES) dues à la combustion en Nouvelle-Zélande s'élevaient en 2022 à 28,7 Mt d'équivalent CO2, en hausse de 29 % par rapport à 1990.
Les émissions de CO2 dues à la combustion par habitant étaient en 2022 de 5,49 t CO2, supérieures de 29 % à la moyenne mondiale : 4,26 t/hab (en 2021) et de 36 % à celles de la France : 4,03 t/hab, mais inférieures de 29 % à la moyenne de l'OCDE : 7,78 t/hab et de 62 % à celle de l'Australie : 14,51 t/hab.
|                                             | 1971 | 1990 | 2022 | var. 2022/1971 | var. 2022/1990 | var.UE27 2022/1990 |
| Émissions GES (Mt CO2)                      | 13,7 | 22,2 | 28,7 | +109 %         | +29 %          | -28,3 %            |
| Émissions CO2/habitant (t CO2)              | 4,71 | 6,46 | 5,49 | +17 %          | -15 %          | -28,4 %            |
| Source : Agence internationale de l'énergie |      |      |      |                |                |                    |

| Combustible                                 | 1971 Mt CO2 | 1990 Mt CO2 | 2022 Mt CO2 | %     | var. 2022/1990 | var. UE27 2022/1990 |
| Pétrole                                     | 9,5         | 12,0        | 19,1        | 67 %  | +59 %          | -21 %               |
| Gaz naturel                                 | 0,2         | 6,6         | 5,4         | 19 %  | -18 %          | +22 %               |
| Charbon                                     | 4,0         | 3,4         | 4,0         | 14 %  | +18 %          | -57 %               |
| Total                                       | 13,7        | 22,2        | 28,7        | 100 % | +29 %          | -28,3 %             |
| Source : Agence internationale de l'énergie |             |             |             |       |                |                     |

Les émissions de CO2 par combustion s'élevaient en 2021 à 31 Mt, dont 26 % dans l'industrie manufacturière et la construction, 47 % dans les transports, 8 % dans le secteur résidentiel et 8 % dans le secteur tertiaire.